# 東京メトロ千代田線
千代田線（ちよだせん）は、東京都足立区の北綾瀬駅から渋谷区の代々木上原駅までを結ぶ、東京地下鉄（東京メトロ）が運営する鉄道路線である。『鉄道要覧』における名称は9号線千代田線。
路線名の由来は、新御茶ノ水駅から国会議事堂前駅まで千代田区内を貫通するように走ることから。車体および路線図や乗り換え案内で使用されるラインカラーは「グリーン」（#00bb85、緑）、路線記号はC。
旅客案内上は北綾瀬駅 - 代々木上原駅間を一体の路線として扱っている一方、綾瀬駅を境に北綾瀬駅方面と代々木上原駅方面を分けて扱う資料も存在する。『鉄道要覧』においては令和4年（2022年）度版から北綾瀬駅 - 代々木上原駅間の路線として記載されているが、それ以前は綾瀬駅を起点に北綾瀬駅までと代々木上原駅までの区間が分けて記載されていた。

## 概要
1962年（昭和37年）6月8日の都市交通審議会答申第6号において、東京8号線が「喜多見方面より原宿、永田町、日比谷、池ノ端及び日暮里の各方面を経て松戸方面に向かう路線」として答申された。ただし、同年8月29日の「東京都市計画高速鉄道網」の改訂（都市計画）では線形、経過地について引き続き検討するものとして、都市計画は保留とされた。その後、1964年（昭和39年）1月の改訂で、日暮里を経由し松戸方面に向かう経過地について、西日暮里、町屋、北千住を経て常磐線に接続し、綾瀬以遠は常磐線を線増することが示されたほか、3月の改訂で喜多見方面から原宿までの経過地について喜多見 - 代々木上原間は小田急線を線増することが示された。当初の計画では、千代田線は喜多見駅から小田急線とは別線を建設し、世田谷通り地下を通って若林、駒場を経由して原宿へ至るルートであったが、小田急線と競合するなど難点があることから、喜多見駅より小田急線を線増して代々木上原駅で分離する現在のルートに落ち着いた。
そして、同年12月16日の建設省告示第3379号において、第6号答申の東京8号線は都市計画第9号線（正式には東京都市高速鉄道第9号線）として確定し、喜多見 - 綾瀬間（32.5 km）の都市計画が決定した。ただし、1968年（昭和43年）4月の答申第10号まで、都市交通審議会上は東京8号線、都市計画路線上は第9号線と、路線番号が異なっていた。
1972年（昭和47年）3月1日の都市交通審議会答申第15号では、小田急線側に橋本 - 多摩ニュータウン中央 - 新百合ヶ丘 - 登戸 - 喜多見間が加えられ、新百合ヶ丘 - 代々木上原間は小田急線を複々線化を行うものとされた。これは小田急側の多摩線建設に伴うもので、営団地下鉄では小田急線との直通運転を新百合ヶ丘までと想定していたが、小田急側の主張により本厚木までとされた。このうち、代々木上原 - 綾瀬間が千代田線として1969年（昭和44年）から1978年（昭和53年）にかけて順次開業している。
綾瀬 - 北綾瀬間は元々車両基地（綾瀬車両基地）への回送線として建設された区間で、前記の答申・計画には含まれていないが、車両基地周辺住民の要望を受け、1979年（昭和54年）に旅客開業した。
本路線の「千代田線」という路線名称は、東京メトロの前身の営団時代に初めて職員より募集を行ったもので、応募された路線名称は1,443点、205線名に及んだ。審査の結果、応募数が208名と最も多かった「千代田線」が選ばれた。
綾瀬駅からは常磐線各駅停車、代々木上原駅からは小田急小田原線と直通運転を行っている。北千住駅以西では地下鉄としては珍しく、座席指定の有料特急列車である「小田急ロマンスカー」が地下鉄線内の一部の駅と箱根湯本駅・片瀬江ノ島駅を結んでいる。
北千住 - 綾瀬間は、運賃計算上は常磐線との重複区間で、運賃などの扱いが異なる（後述）。連絡乗車券は、直通するJR東日本（北千住接続、常磐線亀有 - 取手間、他に一部武蔵野線）・小田急電鉄（代々木上原接続、南新宿 - 代々木八幡間、東北沢 - 小田原・片瀬江ノ島・唐木田間および、小田急箱根箱根湯本）の他に東武鉄道への連絡乗車券も発売している（北千住接続）。
千代田線は代々木上原 - 綾瀬間と綾瀬 - 北綾瀬間で運行系統が分けられていたが、路線案内上は本線・支線の区別はなく、駅ナンバリングの番号は設定当初から代々木上原駅から北綾瀬駅まで通しで付番されている。なお、2019年3月16日のダイヤ改正で、北綾瀬駅のホームが10両編成分へ延長されたことに伴い北綾瀬駅から代々木上原方面までの直通運転が実施されるようになった。
東京都内の地下鉄路線では、東京メトロ南北線、東京メトロ副都心線、都営地下鉄三田線とともに中央区を通らない路線である。また、東京都内の地下鉄路線で唯一都営地下鉄大江戸線との乗換駅がない。

## 路線データ
- 路線距離（営業キロ）：24.0 km[1][3]
  - 綾瀬駅 - 代々木上原駅間 21.9 km[1][3]
  - 綾瀬駅 - 北綾瀬駅間 2.1 km[1][3]
- 軌間：1,067 mm[1]
- 駅数：20駅（起終点駅含む）[1]
- 複線区間：全線
  - 綾瀬駅 - 北綾瀬駅間は回送線兼用であり、回送列車としては双単線運用
- 電化区間：全線（直流1500 V架空電車線方式）
- 閉塞方式：車内信号閉塞式
- 保安装置：新CS-ATC・ATO（全線）
- 列車無線方式：誘導無線 (IR) 方式、デジタル空間波無線 (D-SR) 方式（併用）[1]
- 最高速度：綾瀬 - 代々木上原間 80 km/h・綾瀬 - 北綾瀬間 60 km/h[1]
- 平均速度：綾瀬 - 代々木上原間 42.2 km/h・綾瀬 - 北綾瀬間 31.5 km/h（2021年4月1日現在）[1]
- 表定速度：綾瀬 - 代々木上原間 34.4 km/h・綾瀬 - 北綾瀬間 31.5 km/h（2021年4月1日現在）[1]
- 全線所要時分：綾瀬 - 代々木上原間 39分30秒・綾瀬 - 北綾瀬間 4分00秒（2021年4月1日現在）[1]
- 車両基地：綾瀬検車区、代々木公園駅留置線
- 工場：綾瀬工場
- 地上区間：北綾瀬 - 綾瀬 - 北千住間（2.27 km[注 4]）・代々木上原駅付近（約640 m[注 5]）

### 建設工法
本路線の地下区間は、開削工法とシールド工法によって建設された。割合は開削工法が約8割、シールド工法が約2割である。
特徴的な開削工法の区間として
- 町屋駅から根津駅にかけては地上を通る都道313号（尾竹橋通り）・都道457号（道灌山通り）・都道437号（不忍通り）の幅が十分でないことから、途中の西日暮里駅、千駄木駅を含めて上下2層の駅間トンネル・駅構造となっている[21]。
- 大手町駅（厳密には日本橋川の神田橋付近）から日比谷駅にかけて都営地下鉄三田線との並行区間（同時施工・営団が東京都から受託施工）となっており、日比谷通りの地下を千代田線は東側、三田線は西側（皇居側）を通っており、両線のトンネルが一体構造となっている[22]。日比谷通りの幅員の制約により、千代田線と三田線の駅を並べて設置することはできないことから、約2 kmの並行区間に約500 m間隔で駅を設置することとし、千代田線大手町駅、三田線大手町駅、千代田線二重橋前駅、三田線日比谷駅、千代田線日比谷駅が交互に設けられている[22]。
- 霞ケ関駅の建設地点には旧・海軍省の地下防空壕跡があったため、このうちの約半分を取り壊して建設した[23]。

シールド工法が採用されたのは
- 北千住 - 町屋間の隅田川横断部（単線並列・総延長約1.5 km。隅田川工区と千住緑町工区に分かれている）
  - この区間ではA線・B線のトンネル間が最大85 mほど離れている[26]
- 湯島 - 新御茶ノ水間の外神田2丁目の民有地と神田川横断部（単線並列、延長496.5 m）
- 霞ケ関 - 国会議事堂前間（単線並列、延長353 m）
- 国会議事堂前 - 赤坂間（複線・延長283.0 m）
- 乃木坂 -　表参道間（単線並列・延長315 m、複線・延長165.6 m）
- 明治神宮前 - 代々木公園間の山手線横断部、明治神宮境内（単線並列・延長169 m）

駅構築が深くなる新御茶ノ水駅と国会議事堂前駅では単線シールドでトンネルを掘削後、シールドトンネル間にかんざし桁を圧入してホームを構築する「めがね形駅シールド工法」で構築した。

### 建設費用
本路線の綾瀬 - 代々木上原間に要した建設費用は総額1,618億1,500万円である（最終的な金額）。その内訳は用地費が141億700万円、土木費が692億9,700万円、車両費が273億9,000万円、その他が510億2,100万円となっている。
綾瀬 - 北綾瀬間に要した建設費用は総額8億5,210万円である。その内訳は土木費用が1億7,279万9,000円、諸建物費用が1億6,516万1,000円、電気費用が9,668万円、車両費用が3億9,911万9,000円、その他が1,834万1,000円となっている。この建設費用は営団の自己資金による営業線改良費用として計上した。

## 沿革
- 1962年（昭和37年）6月8日：運輸省（当時）の諮問機関である都市交通審議会答申第6号において、東京8号線が「喜多見方面より松戸方面に至る路線」として答申される[12]。
- 1964年（昭和39年）
  - 4月24日：営団地下鉄が第8号線（千代田線）綾瀬 - 代々木上原間を建設することを正式に決定[30]。
  - 5月15日：第8号線、葛飾区上千葉町（現在の綾瀬）[注 7] - 渋谷区代々木大山町（現在の代々木上原）間の地方鉄道敷設免許申請[30]。路線免許申請当初の計画では、1968年度（昭和43年度）末の全線開業を計画し、建設費用は930億円を見込んだ[30]。
  - 12月16日：建設省告示第3379号において、都市交通審議会答申第6号の東京8号線を都市計画9号線として確定[注 8][12]。
  - 12月18日：第9号線、葛飾区上千葉町（現在の綾瀬） - 渋谷区代々木大山町（現在の代々木上原）間の地方鉄道敷設免許取得[30]。
- 1966年（昭和41年）7月30日：北千住 - 大手町間の建設工事に着手。以後、各区間の建設工事を順次開始[31]。
- 1969年（昭和44年）
  - 9月26日：都市計画第9号線を「千代田線」と呼称決定[15][32]。
  - 12月20日：北千住 - 大手町間 (9.9 km) 開業[32]。全列車が3両編成の5000系で運行された[32]。この時点では6000系はチョッパ制御の試験段階であり、5000系が使用された[33]。この開業により、営団地下鉄の総営業キロが100 kmを突破した[33]。
- 1970年（昭和45年）12月14日：全列車を3両編成から5両編成化[34]。
- 1971年（昭和46年）
  - 3月20日：午後1時に大手町 - 霞ケ関間 (2.2 km) 開業[34]。6000系が営業運転を開始し、終日10両編成での運転となる[34]。
  - 4月20日：綾瀬 - 北千住間 (2.6 km) 開業[35]。日本国有鉄道（国鉄）常磐緩行線我孫子駅まで相互直通運転開始[35]。これにより綾瀬 - 北千住間が運賃計算上常磐線との重複区間となった[35]。
- 1972年（昭和47年）
  - 10月20日：霞ケ関 - 代々木公園間 (6.2 km) 開業[36]。
  - 11月29日：最後まで未着工であった代々木公園 - 代々木上原間の建設工事に着手[37]。小田急線の連続立体交差計画の関連もあり、工事着手は大幅に遅れた[37]。
- 1978年（昭和53年）
  - 3月31日：代々木公園 - 代々木上原間 (1.0 km) 開業、全線完成[38]。小田急小田原線本厚木駅まで相互直通運転開始（当初は平日の朝夕のみ、小田急線内は準急として運転）[3]。
  - 5月17日：北綾瀬 - 綾瀬間の地方鉄道敷設免許申請[29]。
  - 9月1日：北綾瀬 - 綾瀬間の地方鉄道敷設免許取得[29]。
- 1979年（昭和54年）12月20日：綾瀬 - 北綾瀬間分岐線 (2.1 km) 開業（車庫線の旅客扱い化）[29]。
- 1981年（昭和56年）10月1日：5000系の綾瀬 - 北綾瀬間以外での営業運転終了[33]。綾瀬 - 北綾瀬間用をのぞき東西線に転属[33]。
- 1982年（昭和57年）11月15日：常磐緩行線への乗り入れ区間を朝夕ラッシュ時間帯に限り取手駅まで延長[39][3]。乗り入れ用車両として203系が営業運転開始[40]。
- 1987年（昭和62年）4月1日：国鉄分割民営化に伴い、乗り入れ先が東日本旅客鉄道（JR東日本）となる[41]。
- 1988年（昭和63年）6月1日：車両冷房の運用を開始[42]。
- 1989年（平成元年）3月27日：小田急1000形の乗り入れを開始（直通対応車は一部編成のみ）[43]。
- 1990年（平成2年）3月27日：小田急9000形の乗り入れが終了[43]。
- 1991年（平成3年）3月16日：小田急線との相互直通運転を土曜・休日にも拡大[44][33][3]。土曜日ダイヤを導入[44]。
- 1993年（平成5年）
  - 3月18日：06系営業運転開始[45]。
  - 3月27日：列車運行管理システム (PTC) を導入[45]。
- 1995年（平成7年）3月20日：地下鉄サリン事件発生[46]。
- 1997年（平成9年）10月12日：営団地下鉄初のイベント列車「ドリームエクスプレス'97」が小田急多摩線唐木田 - 霞ケ関間で往復運行される（なお、有楽町線・日比谷線でも同様のイベントが同時に行われた）[報道 3]。
- 1998年（平成10年）3月11日：代々木上原 - 代々木公園間で職員3人が回送列車にはねられ死亡する事故が発生[新聞 1]。
- 1999年（平成11年）
  - 11月27日：全線の保安装置を従来型のCS-ATCから新CS-ATCに切り換え[47]。
  - 12月4日：新CS-ATC化を踏まえたダイヤ改正を実施[報道 4][47]。綾瀬 - 代々木上原間の最高速度を75 km/hから80 km/hに向上し、同区間で所要時間を50秒短い38分10秒に短縮[報道 4][3]。JR東日本では列車の増発に合わせて209系電車（1000番台）を2編成投入。
- 2000年（平成12年）12月2日：小田急線との相互直通運転列車を大増発（日中30分ヘッド）、多摩線唐木田から綾瀬への急行を新設（当初は片道1本のみを小田急車で運転）[報道 5]。千代田線車両の小田急線内での夜間留置（外泊運用）が設定される。
- 2001年（平成13年）8月26日：綾瀬 - 北千住間で同区間を終日運休にしてのリフレッシュ工事が行われる[報道 6]。
- 2002年（平成14年）3月23日：小田急線への乗り入れ列車の大半を相模大野駅発着の準急から多摩線唐木田発着の多摩急行に変更（営団車が定期列車としては初めて多摩線にも乗り入れる）[報道 7][報道 8]。綾瀬 - 北綾瀬間でワンマン運転を開始[48][報道 9]。
- 2003年（平成15年）3月29日：営団車での小田急小田原線内発着廃止。定期列車での本厚木・相模大野発着列車は、これ以降2016年3月25日まで小田急車の担当となる。
- 2004年（平成16年）
  - 4月1日：帝都高速度交通営団（営団地下鉄）の民営化により東京地下鉄（東京メトロ）に承継[報道 10]。
  - 12月11日：小田急線への乗り入れ列車（急行・多摩急行）を増発[報道 8]。小田急車両の綾瀬車両基地での夜間留置（外泊運用）が設定される。
- 2006年（平成18年）5月15日：朝の通勤時間帯に女性専用車両を導入[報道 11]。
- 2007年（平成19年）
  - 3月18日：ICカード「PASMO」の供用開始[報道 12]。
  - 9月29日：小田急電鉄が新たな直通用車両として4000形を導入（1000形は2011年までに順次当線から撤退）[報道 13][43]。
- 2008年（平成20年）
  - 3月15日：全車指定席特急（小田急ロマンスカー60000形「MSE」）の運転を開始[報道 14]。
  - 9月11日：予備車不足により07系（07-101編成）が東西線編成と同様の青帯で千代田線で運用開始[49]。12月まで[49]。
- 2009年（平成21年）9月9日：JR東日本が新たな直通用車両としてE233系（2000番台）を導入[50]。
- 2010年（平成22年）
  - 1月1日：臨時の特急ロマンスカー「メトロニューイヤー号」が北千住 - 片瀬江ノ島間で運行され、元日の臨時列車に小田急ロマンスカー60000形「MSE」が初めて運用される[報道 15]。
  - 11月4日：16000系営業運転開始[報道 16][51]。
- 2011年（平成23年）
  - 3月14日：同月11日に発生した東北地方太平洋沖地震（東日本大震災）による発電所の停止に伴う電力供給逼迫のため、東京電力が輪番停電（計画停電）を実施。これに伴い、小田急小田原線・多摩線との相互直通運転および特急ロマンスカーの運転が休止される。
  - 4月1日：小田急小田原線・多摩線との相互直通運転が平日の朝・夕ラッシュ時のみ再開される。
  - 4月29日：特急ロマンスカーの運転が再開される[報道 17]。
  - 7月2日：土休日の小田急小田原線・多摩線との相互直通運転が再開される。
  - 9月12日：平日日中時の小田急小田原線・多摩線との相互直通運転が再開され、東北地方太平洋沖地震発生前の運行に戻る[報道 18]。
- 2012年（平成24年）
  - 8月30日：綾瀬駅 - 湯島駅間で携帯電話の利用が可能となる[報道 19]。
  - 12月26日：霞ケ関駅 - 代々木上原駅間で携帯電話の利用が可能となる[報道 20]。
- 2013年（平成25年）
  - 2月7日：二重橋前駅 - 霞ケ関駅間で携帯電話の利用が可能となる[報道 21]。
  - 3月14日：湯島駅 - 二重橋前駅間で携帯電話の利用が可能となる[報道 22]。
- 2014年（平成26年）
  - 3月15日：ダイヤ改正により、日中の代々木上原 - 綾瀬間が5分間隔に、綾瀬 - 北綾瀬間が10分間隔に短縮[報道 23]。
  - 4月28日：綾瀬 - 北綾瀬間で05系営業運転開始[52]。
- 2016年（平成28年）3月26日：ダイヤ改正により、JR東日本・メトロ・小田急の3社の車両がそれぞれ相互直通する運用形態に改められ（ただし、JR209系1000番台は小田急線に、小田急60000形はJR線には乗り入れない）、小田急線との直通列車を増発（多摩急行の大半は急行と準急に変更）[報道 24]。同時に乃木坂駅で発車メロディが使用開始される[報道 25]。
- 2018年（平成30年）
  - 3月17日：ダイヤ改正により、小田急線との直通列車のうち多摩線直通列車が大幅に削減され、一部を除き小田原線のみの直通となり、直通運転区間が伊勢原駅まで延長[報道 26]。
  - 3月24日：一部列車を除き、代々木上原 - 綾瀬間で自動列車運転装置（ATO）の使用を開始[53]。
  - 11月11日：6000系の営業運転を終了[報道 27][53]。
- 2019年（平成31年）3月16日：北綾瀬駅のホームが10両編成対応に延長[報道 2][報道 1]。ダイヤ改正により、代々木上原 - 北綾瀬間の直通運転を開始[報道 2][報道 1]。日中は綾瀬発着の半数を北綾瀬発着に変更。夕夜間時間帯の列車を増発[報道 1]。
- 2022年（令和4年）3月12日：ダイヤ改正により、小田急多摩線との直通列車の設定が消滅。
- 2025年（令和7年）3月15日：ダイヤ改正により、小田急多摩線との直通列車の設定が復活[報道 28]。

## 運行形態
定期列車は後述の特急ロマンスカー（メトロはこね・メトロえのしま・メトロモーニングウェイ・メトロホームウェイ）を除き、すべて各駅停車である。小田急線直通列車については、小田急線内での列車種別（各駅停車、準急、急行）で案内されている。
現在運転されている営業列車は特急を除き、必ず綾瀬駅を通る。すなわち、代々木上原駅へ向かうA線はすべて北綾瀬・綾瀬発および常磐線からの直通であり、綾瀬駅へ向かうB線はすべて綾瀬駅まで運転されている。したがって、A線の途中駅始発やB線の途中駅止まりの列車は存在しない。
平日は朝夕ラッシュ時が約2 - 4分間隔、日中時間帯が約5分間隔で運行されており、朝夕には霞ケ関駅発着や明治神宮前行きの電車も少数運行されている。土曜・休日は朝晩を除き、終日約5分間隔で運行されている。
| 種別＼駅名 | 常磐線 | 常磐線 | 千代田線 | 千代田線 | 千代田線 | 千代田線 | 千代田線 | 千代田線   | 小田急線   | 小田急線 | 小田急線 | 本数/h |
| 種別＼駅名 | 我孫子 | …      | 北綾瀬   | 北綾瀬   | 綾瀬     | 綾瀬     | …        | 代々木上原 | 代々木上原 | …        | 唐木田   | 本数/h |
| ---------- | ------ | ------ | -------- | -------- | -------- | -------- | -------- | ---------- | ---------- | -------- | -------- | ------ |
| 急行       |        |        | =        | =        |          |          |          |            |            |          |          | 3本    |
| 各駅停車   |        |        | =        | =        |          |          |          |            |            |          |          | 3本    |
| 各駅停車   |        |        |          |          |          |          |          |            |            |          | 3本      |        |
| 各駅停車   |        |        |          |          |          |          |          |            |            |          | 3本      |        |
| 各駅停車   |        |        |          |          |          |          |          |            |            |          | 3本      |        |

両端駅以外で列車の折り返しが可能なのは北千住駅・根津駅・湯島駅・大手町駅・霞ケ関駅・表参道駅・明治神宮前駅・代々木公園駅である。根津駅・表参道駅・代々木公園駅以外は各駅を発着する列車が設定されており、トラブルが発生した際に折返し運転ができるように、すべての車両に定期列車で行き先設定がない駅の行先方向幕も用意されている。湯島駅の綾瀬寄りと霞ケ関駅の代々木上原寄りには引き上げ線があり、夜間には列車を留置して翌朝の当駅始発列車に充当している（湯島駅の引き上げ線は根津駅方での出入りも可能なため、根津駅発着での折り返し点としても使用できる）。平日夜の下り特急ロマンスカーのみ、大手町駅発着である。ただし、大手町駅で直接折り返しているわけではなく、湯島駅の引き上げ線から大手町駅まで回送している。また、明治神宮前駅 - 代々木公園駅間では、代々木公園直下に設置されている代々木車庫への回送線が分岐しており、非常時に明治神宮前にて駅折返しを行う場合はこの回送線を利用して折り返す（明治神宮前駅構内はポイントがないため、直接折り返せない）。また、平日下り朝ラッシュに設定されている明治神宮前行きは、明治神宮前駅で乗客を降車させた後に代々木車庫へ入庫する。この車庫の列車を代々木上原始発のB線列車に充当する時は、代々木上原駅まで回送列車となる。なお、一部の代々木上原行きは、折り返しB線回送列車として走り、そのまま代々木車庫へ入庫する。

### 常磐線と小田急線との相互乗り入れ

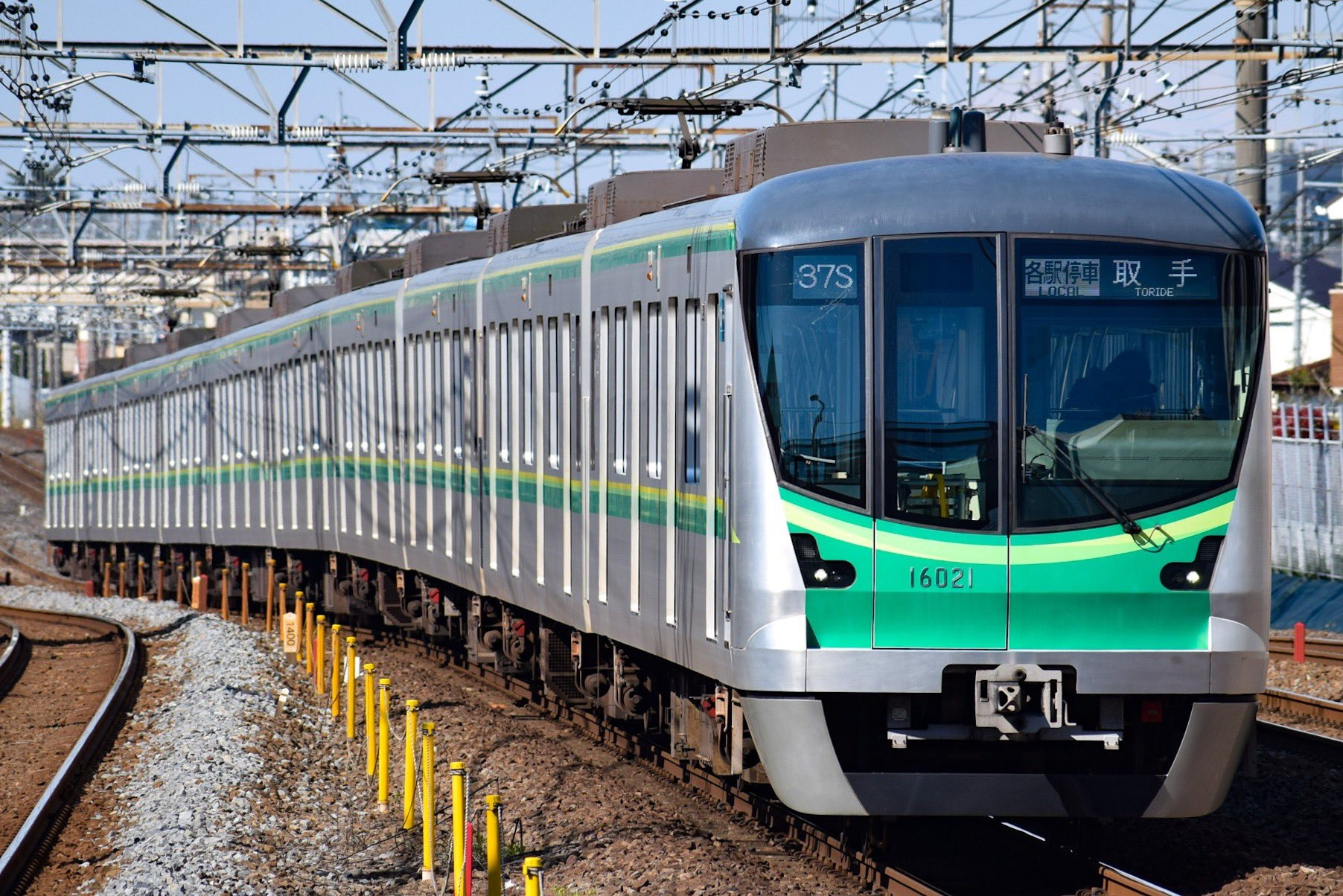
平日の朝と夕方のみに運転されるJR常磐線直通の各駅停車取手行き

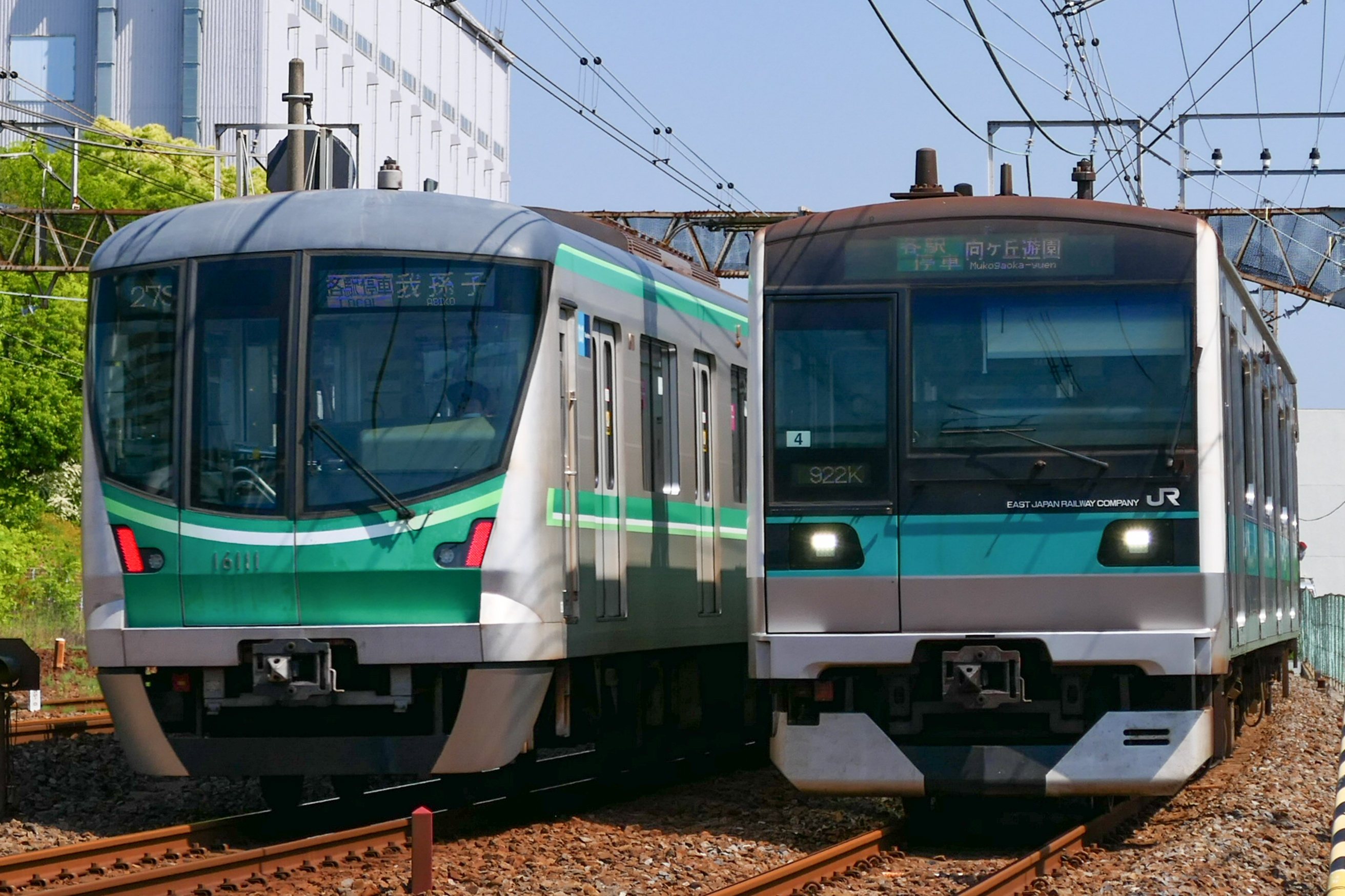
常磐緩行線内を走る小田急線直通の急行向ヶ丘遊園行き

代々木上原駅からは小田急小田原線経由で同線の伊勢原駅または小田急多摩線の唐木田駅まで、綾瀬駅からはJR東日本常磐緩行線の取手駅までそれぞれ相互直通運転を実施している。
特に、常磐緩行線とはほぼ一体化した運行形態で運転されており、実質的には千代田線の延長のように扱われる。例えば、駅の列車案内では、線内どまりの綾瀬行きを「この電車は綾瀬止まりです」と案内したり、北千住駅で常磐線直通列車を「常磐線各駅停車」と案内したりすることもある（これは、北千住駅が常磐快速線との乗換駅になっていることにもよる）。トラブル時には小田急線との直通運転はよく中止されるが、常磐緩行線との直通運転が中止になることは少ない。常磐線上り列車のほとんどが千代田線へ直通する一方で、千代田線側から常磐線へ直通運転をしない綾瀬行きや北綾瀬行きも多数設定されており、平日8 - 9時台は半数以上が線内どまりで、日中や土休日夕夜間はほぼ半数が綾瀬駅または北綾瀬駅で折り返す。一方、早朝〜7時および平日の夕夜間は大半が常磐線直通となり、綾瀬駅・北綾瀬駅発着の線内列車は少ない。
常磐線には最遠で取手駅まで直通するが、取手駅発着の列車は平日の朝夕時間帯のみ（2021年3月13日改正までは土曜・休日の朝夕にも取手駅発着の電車が設定されていた）で、主に我孫子駅発着での運転となっている。また、常磐線との直通電車の初電は北千住駅発着で、いずれも4時台に運行されている（松戸発北千住行き・綾瀬発4時38分、北千住発我孫子行き・北千住発4時54分）。東京メトロでは各線の営業運転開始時刻を5時前後に揃えているが、これらの列車は例外となっている。北千住駅で、北千住行きの列車は常磐線快速の上野行き始発電車に、北千住発の列車は上野発の始発快速電車からそれぞれ接続する。なお、最終列車も北千住行き（A線0時30分着）・始発（B線0時48分発松戸行）であり、後者は快速松戸行きの終電から接続する。特に後者の北千住発松戸行きは、国鉄・営団時代から2021年3月13日のダイヤ改正までは東京メトロ線内では唯一1時台に運転する列車であった。なお、同改正までA線の北千住行き最終列車から常磐快速線の上野行き最終電車に接続していたが、乗り継げなくなった。
小田急小田原線との直通列車は早朝深夜を除きほぼ終日設定されており、各駅停車、準急、通勤準急（平日朝、小田急側からの乗り入れのみ）、急行が運転されている。日中のパターンダイヤにおいては、小田急小田原線新百合ヶ丘駅から小田急多摩線に直通し、唐木田駅まで運転する急行電車が毎時3本設定されている。多摩線直通列車は2002年3月23日のダイヤ改正から長く毎時2 - 3本が設定されてきたが、2018年3月17日のダイヤ改正より下り1本のみの設定に激減し、その後、2022年3月12日のダイヤ改正で消滅した。その後2025年3月15日のダイヤ改正で、日中の急行向ヶ丘遊園行きが急行唐木田行きに延長され、多摩線唐木田駅への直通列車が3年ぶりに復活している。小田原線の新百合ヶ丘駅以西に直通する列車は朝と夕夜間のみとなり、準急列車に至っては、平日1本の本厚木行きを除いて、複々線区間内の成城学園前行きか向ヶ丘遊園行きしか運転されない。また、本厚木駅 - 伊勢原駅間の直通列車の運転は夕夜間の下り列車がほとんどで、伊勢原駅発の上り直通列車は平日朝の3本（小田急線内通勤準急）のみである。
2025年3月現在、特急以外の千代田線直通列車として最長距離を運行するのは、平日1本のみ設定されている取手駅 → 伊勢原駅間（営業キロ100.3 km）の列車であり、これは東京メトロ線内を走行する特別料金不要列車では、土休日朝1本のみ副都心線を経由して相鉄海老名駅から東武東上線小川町駅間（営業キロ115.4 km）を走行する運用に続いて2番目の長さである。
列車番号の末尾は、JR東日本車（以後本節ではJR車）がK、東京メトロ車がS、小田急車がEである。JRと東京メトロの列車番号は他の路線と共通。また、小田急線内では列車種別と運転順による列車番号が割り振られる。
千代田線から小田急線と相互直通運転を開始した1978年（昭和53年）3月時点では、営団地下鉄（当時）所属車両の小田急線本厚木乗り入れ（小田急線内準急運転）は9往復、小田急電鉄所属車両の綾瀬 - 代々木上原間の運用は15往復とし、いずれも平日のみとされた。この時点で小田急車の常磐線乗り入れも検討されたが、小田急線から千代田線への乗り入れ本数が少ないことや国鉄（当時）側の対応から、将来の検討課題にとどめた。小田急車は綾瀬駅に8時35分以降に到着する列車に設定され、綾瀬駅折り返しまたは綾瀬検車区一時入庫する運用とされた。ただし、営団地下鉄所属車両は常磐線・小田急線双方に直通運転が可能なことから、当初から本厚木発我孫子行きや我孫子発本厚木行きの列車は設定されていた。
2016年3月26日のダイヤ改正以前は、3社直通運用に充当される車両は東京メトロ車のみで、JR車の小田急線乗り入れおよび小田急車のJR線乗り入れ運用は設定されていなかった。これはJR車および小田急車の列車無線が他方に対応していなかったためである（ただし、千代田線と常磐緩行線の保安装置は同じであり、小田急車には当初からJR無線の準備工事がされていた。JR側も実際には使用していなかったが列車番号末尾「E」を小田急車用として制定していた）。この制約により、綾瀬駅発着列車が少ない時間帯に小田急線直通列車を設定することが困難であったため、この不都合を解消するために2013年4月からJR車・小田急車による3社直通運転に対応する工事が行われ、2016年3月26日のダイヤ改正から3社直通運転が開始された。これにより、日中時間帯や平日夕夜間の直通列車が1時間当たり3本になり、早朝・終電間際を除くほぼ全時間帯で直通列車が設定されるようになった。
こうした改良を経て、2016年3月26日のダイヤ改正では唐木田駅発着の急行・多摩急行、本厚木駅発着（平日朝B線1本は海老名駅始発）の準急（平日朝ラッシュ時B線のみ経堂駅通過、向ヶ丘遊園駅は終日停車）が運転されていた。急行は日中時間帯と平日朝ラッシュ時B線と土休日夕方、多摩急行はそれ以外の時間帯に、準急は朝と夕夜間に設定されていた。前述の通り、これ以前も含め2018年3月17日のダイヤ改正までは発着駅により種別がほぼ固定されていた。

### 綾瀬 - 北綾瀬間
前述のとおり、綾瀬駅から北綾瀬駅までの区間は綾瀬車両基地までの回送線を地元要望により旅客化したものであり、開業当初はその需要予測から3両編成の列車のみの運転で終日折り返し運転を行うという独立した運行形態が取られ、北綾瀬駅のホームの有効長も3両編成分で建設された。この区間は全線が高架であり、地下を全く通らない。
2002年3月23日よりこの区間の3両編成の列車ではワンマン運転が行われており、綾瀬駅0番線・北綾瀬駅にホームドア（ホームゲート）が設置された。また、自動列車運転装置 (ATO) を代々木上原駅 - 綾瀬駅間に先駆けて導入している。
2013年度の事業計画に基づいて北綾瀬駅のホームの有効長を10両編成分に延伸し、2019年3月16日のダイヤ改正で10両編成列車の運行が開始され、北千住・代々木上原・小田急線方面との直通運転も実施されている。常磐線との直通運転区間ではないもののJRの車両も乗り入れている。なお、これ以降も綾瀬駅 - 北綾瀬駅間の区間列車は基本的に3両編成で運転されるが、10両編成の区間列車も数本設定されている。
また、有楽町線の野田市方面延伸（「東京直結鉄道」参照）に関して、一部半蔵門線との共用区間があることや、都心部への遠回りルートになることから、代替案として千代田線を北綾瀬駅から八潮駅、越谷レイクタウン駅または吉川美南駅を経由して野田市まで延伸する構想もある。

### 有楽町線との連絡線
霞ケ関駅付近に有楽町線桜田門駅とを結ぶ、全長572 mの単線の連絡線が接続している。これは東京メトロでは8・9号連絡側線と呼ばれ、有楽町線や南北線（市ケ谷駅構内に両線を結ぶ連絡線がある）車両の重整備行うための綾瀬工場への回送や、特急「ベイリゾート」（運休状態）、東京湾大華火祭（小田急線からの直通、有楽町線新木場行き）などの臨時列車が連絡線を通過する。

### 特急ロマンスカー

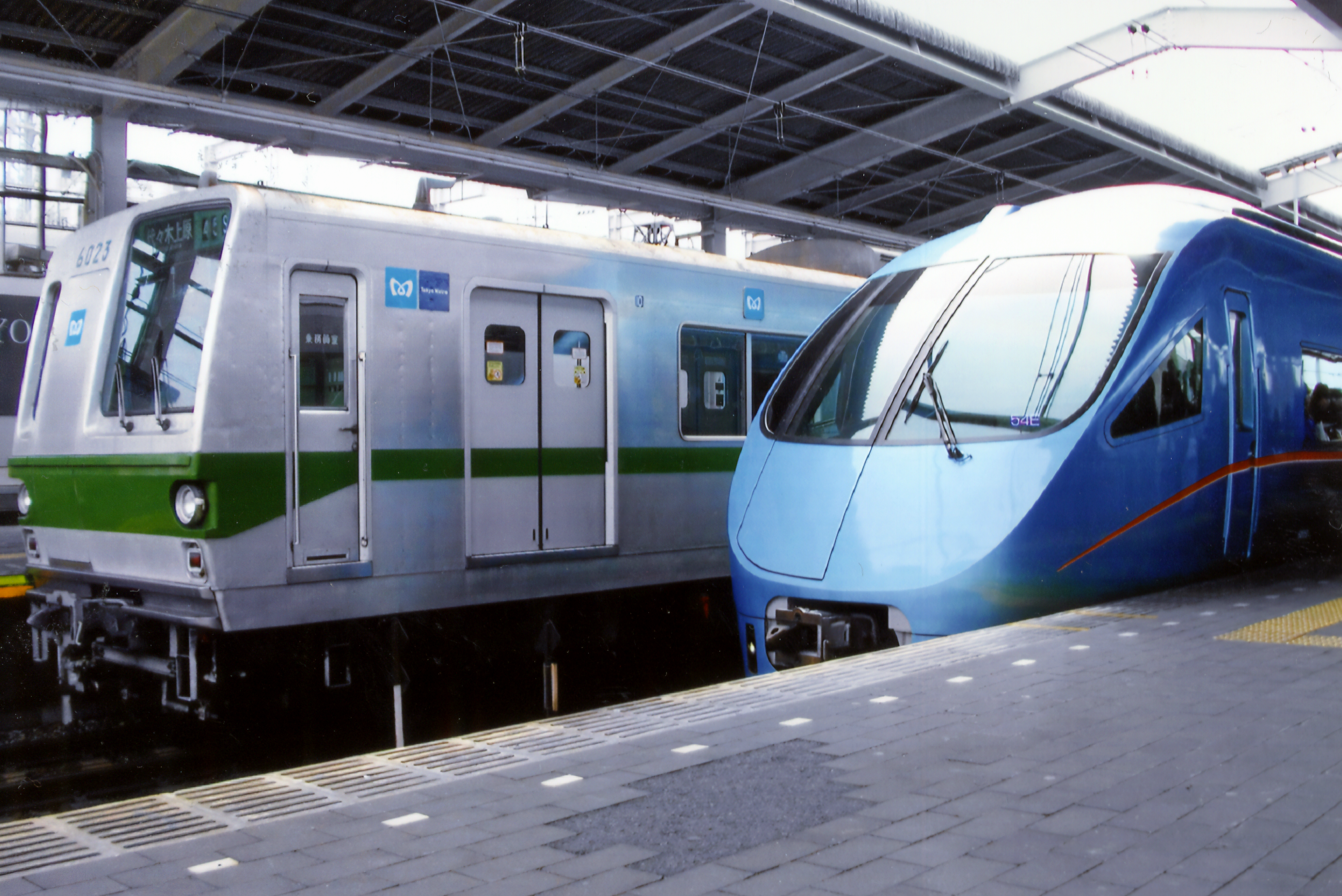
東京メトロ6000系（奥）と、千代田線に乗り入れる小田急ロマンスカー60000形「MSE」（手前）
（代々木上原駅）

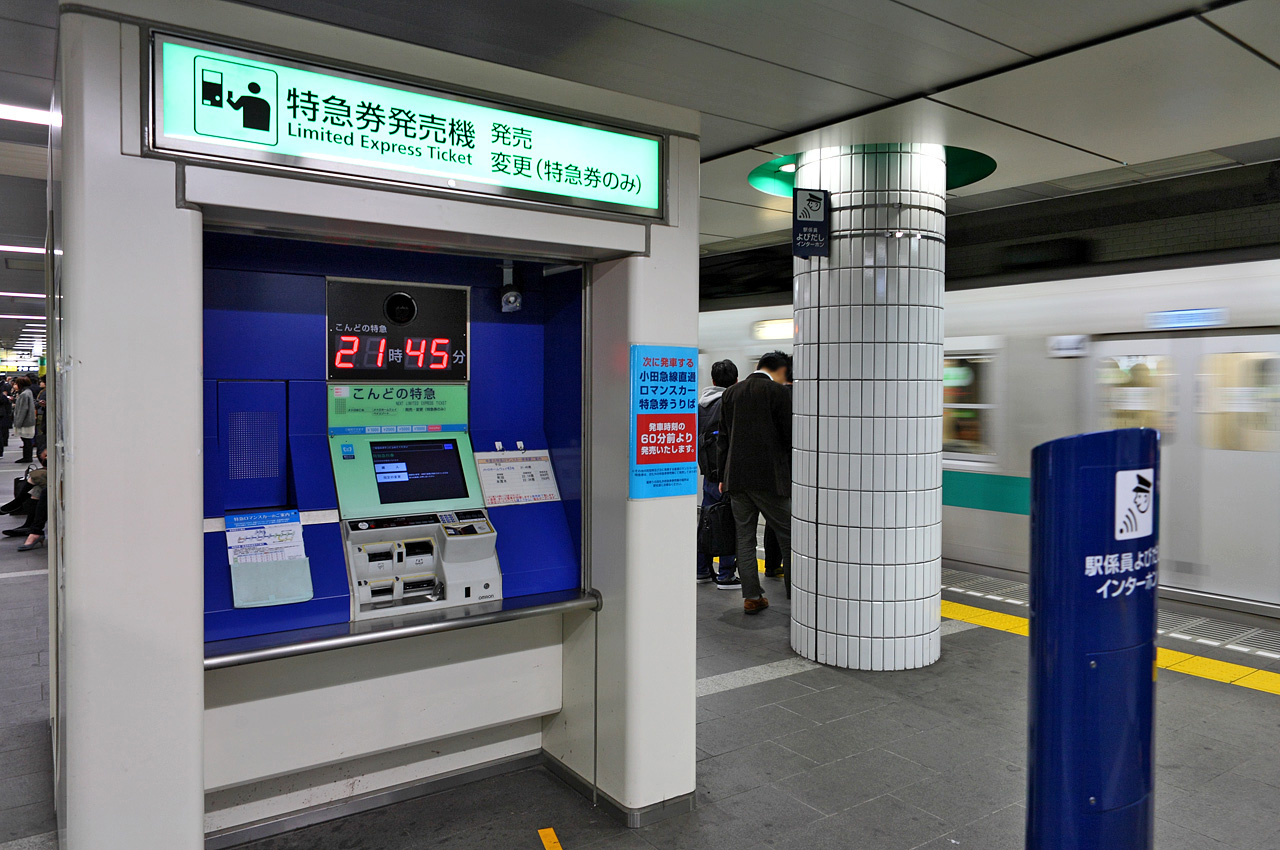
ホーム上の特急券発売機
（表参道駅）

北千住駅と小田急小田原線・小田急箱根鉄道線箱根湯本方面、小田急江ノ島線片瀬江ノ島方面との間に全車指定席の特急ロマンスカーが運転されている。2008年3月15日より運行を開始し、東京メトロ・営団のみならず、日本の地下鉄では史上初の指定席特急列車である。車両は小田急電鉄の地下鉄乗り入れ対応の60000形「MSE」が使用されている。
列車名は、本厚木発北千住行きが「メトロモーニングウェイ」、北千住および大手町（平日のみ）発本厚木行きが「メトロホームウェイ」、北千住 - 箱根湯本間が「メトロはこね」、北千住 - 片瀬江ノ島間が「メトロえのしま（土休日のみ、メトロはこねと併結）」である。千代田線内の停車駅は北千住駅・大手町駅・霞ケ関駅・表参道駅の4駅。ただし、線内での追い越しは設備の都合上不可能であり、前後を走る列車に挟まれて走行することとなる。なお、ホームドアの関係上、千代田線内のロマンスカーは上下列車とも、10両編成は1・4・5・7・8・9号車、6両編成は1・4・5号車の乗降ドアのみが開く。
2011年までは土曜・休日のうち年間30日程度（運転日は年度により異なる）は前述の有楽町線との連絡線を経由し、小田急線から新木場駅まで直通する臨時特急「ベイリゾート」も運行されていた。停車駅は表参道駅と有楽町線の豊洲駅・新木場駅であった（霞ケ関駅も停車したが、列車の向きを変えるための運転停車であり、乗客の乗降はできなかった）。2011年10月以降運行休止となり、2012年3月17日のダイヤ改正をもって運行中止となった。さらに2016年3月26日のダイヤ改正をもって、唐木田方面への「メトロホームウェイ」も廃止となった。
これらの列車の運転開始に併せて、小田急線内では成城学園前駅に一部列車が停車している。また、一般の列車と同様に地下鉄線内では東京メトロの運行乗務員（運転士・車掌）が乗務し、乗務員交代のため代々木上原駅に停車するが、同駅では旅客の乗降は扱わない。
これらの列車は東京メトロ線内のみの利用はできず、利用するには距離に関係なく小田急線（小田急箱根線を含む）と東京メトロ線に跨って利用することが必要である（例：北千住駅→表参道駅は不可、表参道駅→成城学園前駅は可能など）。なお、小田急線内ならびに小田急箱根線内のみの利用は可能である。
2009年より、それまで通勤形電車で運転されていた臨時列車に代わって特急ロマンスカーが臨時列車に運用されるようになった（「丹沢もみじ号」→「メトロもみじ号」、「初詣&初日の出号」→「メトロニューイヤー号」）。
60000形「MSE」は小田急線と東海旅客鉄道（JR東海）御殿場線を直通する特急「ふじさん」にも充当されているため、システム的には千代田線 - 小田急線 - 御殿場線の直通運行も可能であり、2018年12月2日には小田急トラベル主催の「MSE運行10周年記念ツアー」用団体臨時列車として、綾瀬駅発御殿場駅行き「メトロあさぎり号」が初めて運行されている。

## 運賃計算
北千住駅 - 綾瀬駅間は、一定の要件を満たした場合に限り、運賃計算上、JR常磐線とみなす規定が置かれているため、同区間の相互発着となる運賃は150円（ICカード運賃は146円）となる特定運賃が設定されている。定期乗車券の運賃・発売区分もJRの制度に準じている（通学定期券は、中学生用・高校生用もある）。また、同区間とJR常磐線（亀有・松戸方面、JR南千住・三河島方面）に跨って利用する場合、同区間をJR線乗車区間と見なし、運賃計算上の接続駅も実際の路線区分上の接続駅と異なる。また、都区内パスや青春18きっぷ等JRの特別企画乗車券もこの区間に限り利用することが可能である。
このような事情のため、PASMO導入前の2002年からこの区間に限り東京メトロ（営団地下鉄）の路線ではあるがSuicaを利用でき、2013年の交通系ICカード全国相互利用サービスの前からICOCA・TOICA等Suicaと相互利用が可能なICカード乗車券もこの区間では利用が可能だった。過去にJR東日本で導入されていたイオカードもこの区間であれば利用でき、東京メトロ（営団地下鉄）で導入されていたパスネットも並行して利用可能だった。
西日暮里駅までJR線（山手線など）、西日暮里駅 - 北千住駅間を千代田線、北千住駅から再びJR線を利用する場合（逆方向を含む）、一部の発着駅について「通過連絡運輸」という特別な運賃計算方法がある。詳細は「連絡運輸#通過連絡運輸」を参照。また、これに関連して綾瀬駅 - 西日暮里駅間で千代田線を利用して西日暮里からJR線を利用する場合（逆方向を含む）、綾瀬駅 - 西日暮里駅間の運賃を180円（ICカード運賃は178円。通常は乗車券210円、ICカード運賃は209円）とする特定運賃がある（詳細は「綾瀬駅#特定運賃」を参照）。
2007年3月18日から東京メトロ全線でSuicaと相互利用が可能なPASMOが導入された。同日以降、JR線の駅から入場して東京メトロ線を通過して再びJR線の駅で出場する時、途中連絡改札を通らなかった場合、東京メトロを利用したのか判別できないため、全区間JRを利用したものとして運賃が引き落とされる。この事象が発生するのはJR - 東京メトロ間を途中改札を通過しないで乗り換えができる中野駅・北千住駅・綾瀬駅で途中改札を通過しないでJR - 東京メトロ間を利用した場合である。西船橋駅でも同様の事象が発生するが、西船橋駅の改札を通過しないでJR - 東京メトロ間を利用できるのは平日の朝夕のみで、その他の時間帯は西船橋駅で連絡改札を経由しての乗り換えが必要となる。

## 車両
他社車両が乗り入れてきた際に発生する車両使用料を相互乗り入れ距離で相殺するため、小田急線に直通しない代々木上原行きを担当する小田急車の運用や、JR常磐線に直通しない綾瀬行きや北綾瀬行きを担当するJR車の運用も設定されている。小田急線では千代田線に直通しない東京メトロ車・JR車の運用、常磐緩行線では千代田線に直通しない東京メトロ車・小田急車の運用もある。各社の車両は余剰気味であり、車両利用料相殺も絡んで、2023、2024年時点のダイヤにおいては、平日日中は小田急の車両が走行する運用が全くなかった。なお、2025年3月改正ダイヤでは日中の小田急線直通が唐木田駅まで延長されたため、日中に3本の小田急車が走行することとなった。
車両設備は、千代田線と常磐緩行線では弱冷房車（4号車）やベビーカースペース・車椅子スペース（2号車・9号車）などの位置が揃えられているが（東京メトロ16000系4次車以降は全車両に設置）、小田急の車両は統一されていない（弱冷房車: 2号車、車椅子スペースは先頭車両の乗務員室側直後）。かつては優先席の位置も異なっていたが、こちらは2009年3月より小田急の車両が優先席の位置を移動することにより統一された。
60000形は図の▲●印の車両が乗降可能になっているが、▲印の車両は小田急線内では乗降不可。

### 自社車両
- 16000系 - 全区間で運行される。
- 05系 - 北綾瀬駅 - 綾瀬駅間のみで運行される。

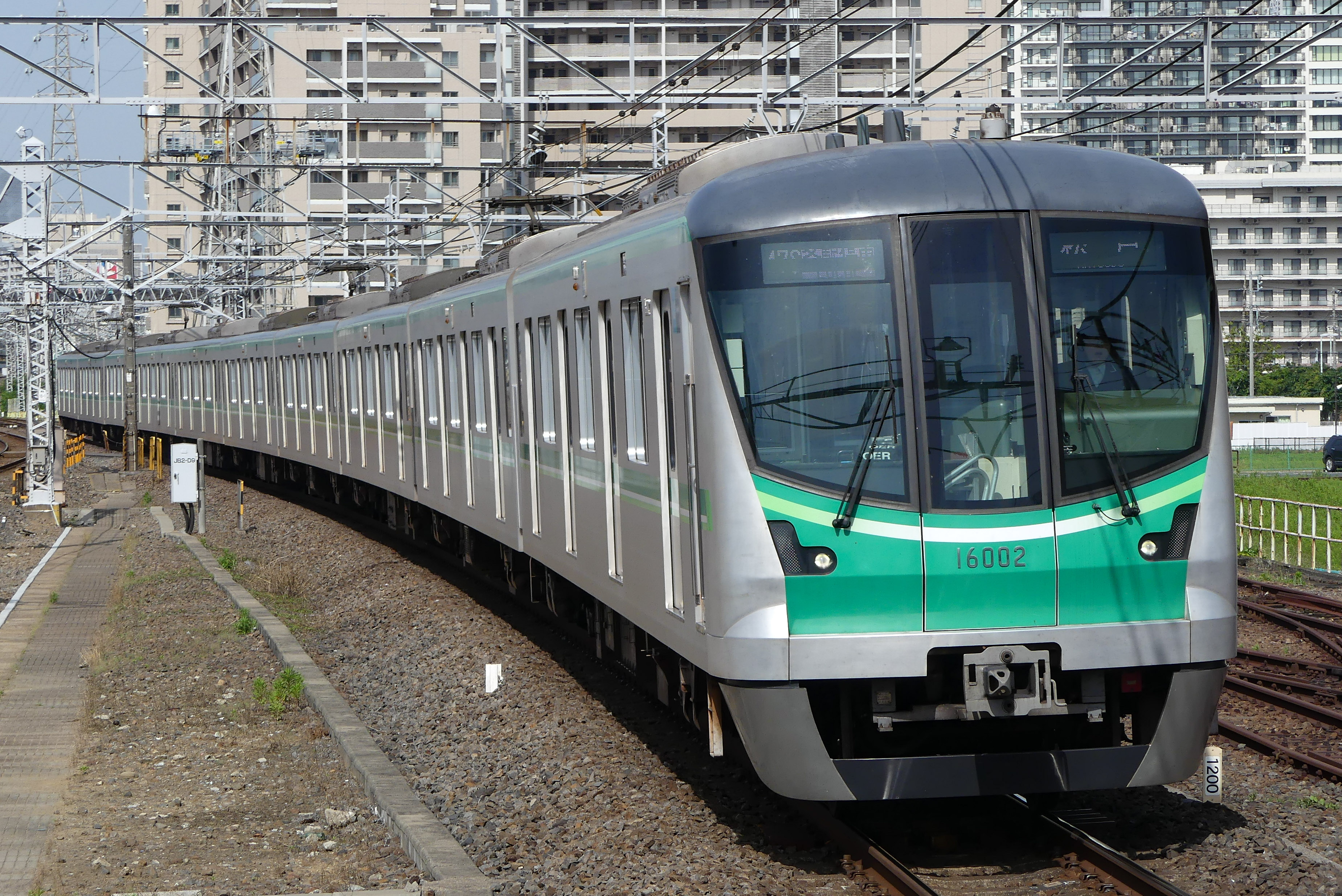
16000系1次車
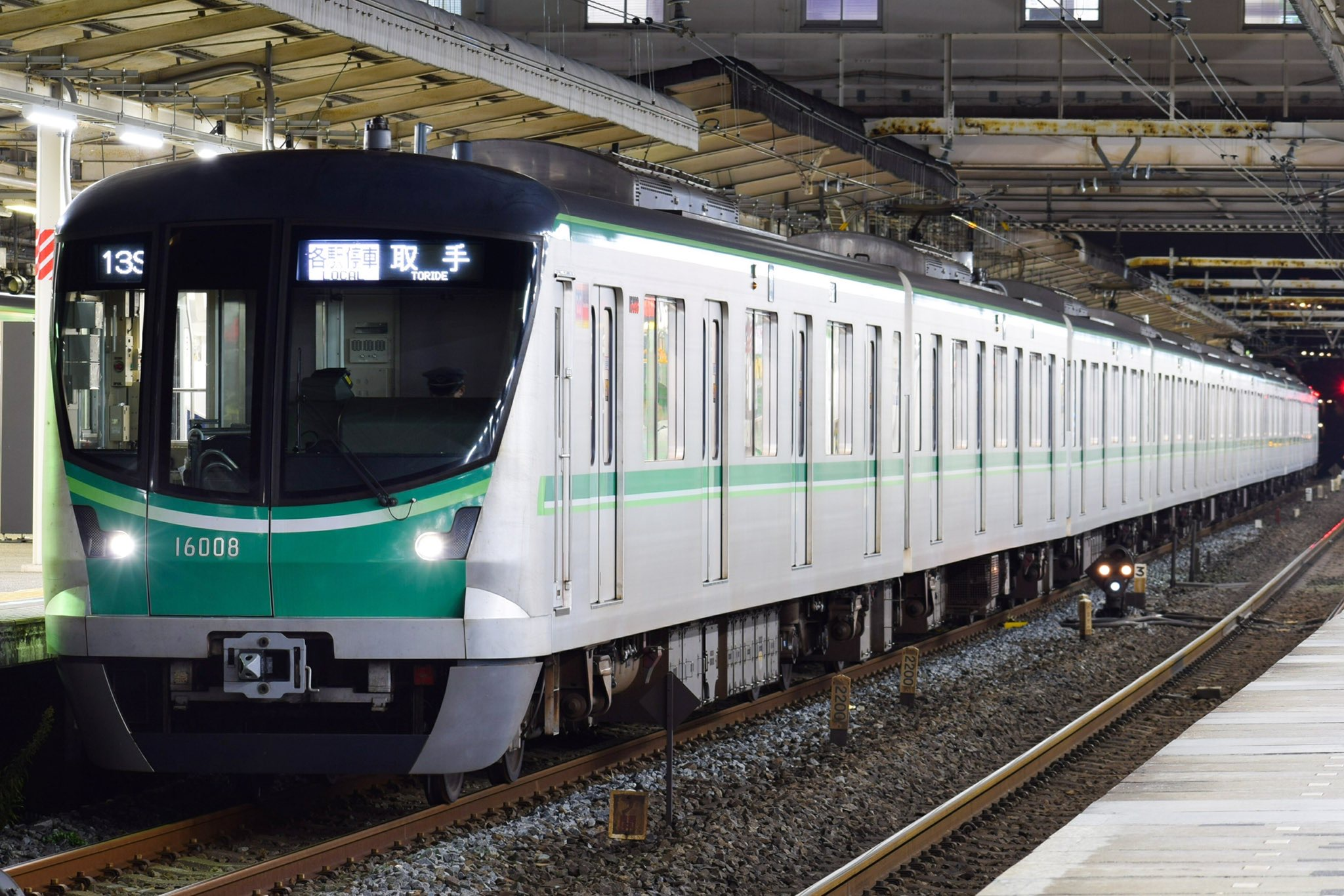
16000系2次車
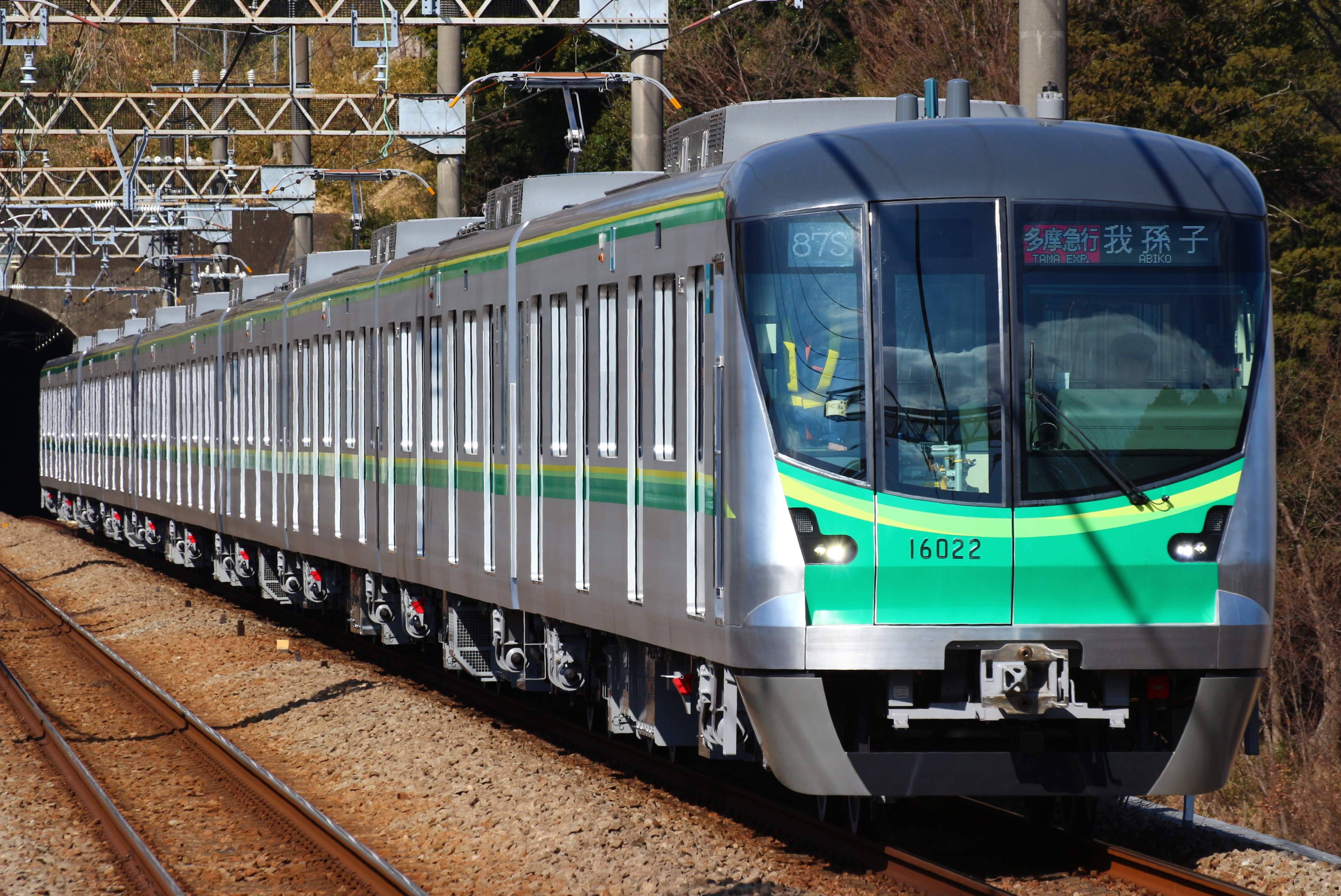
16000系4次車
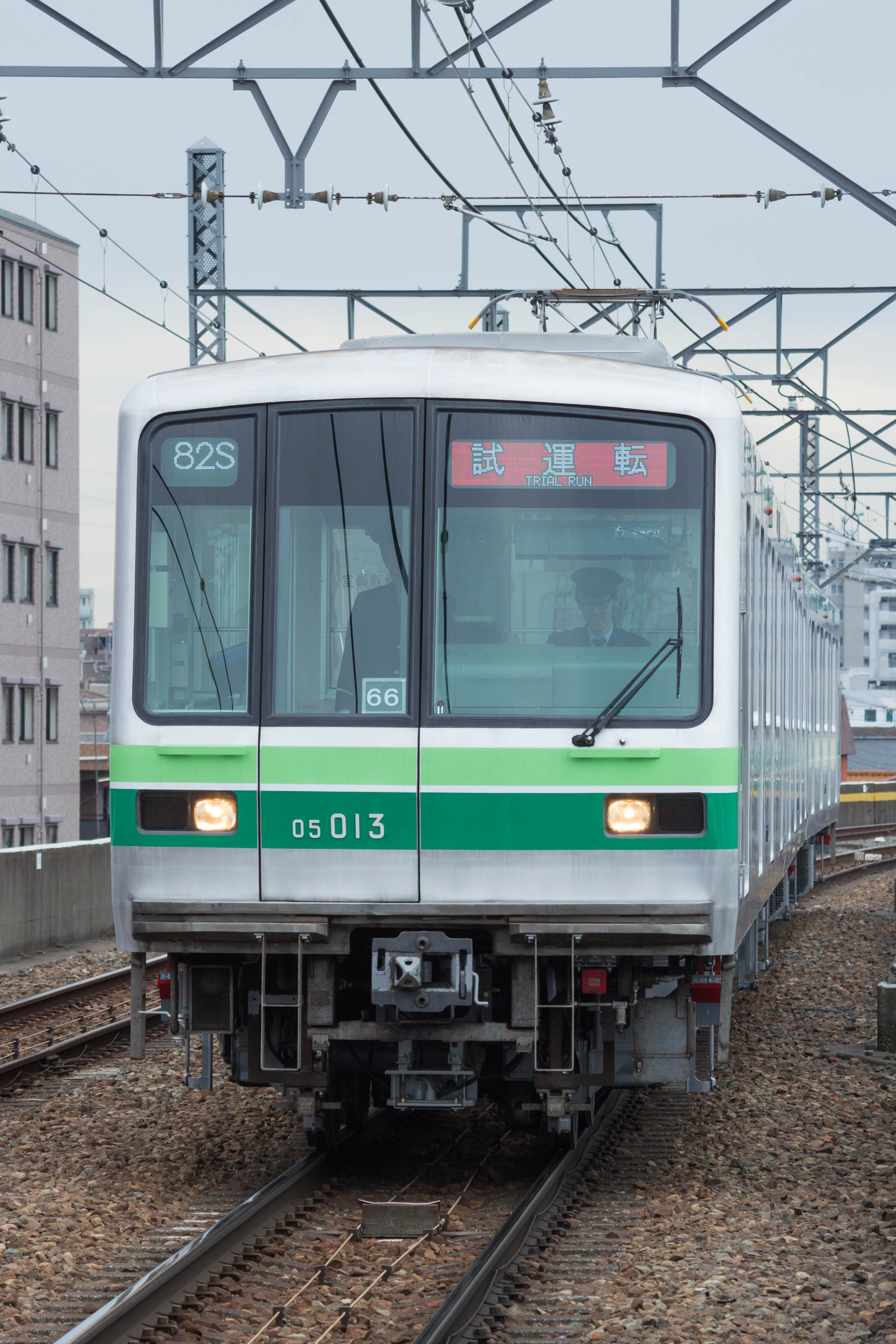
05系

### 過去の自社車両
- 5000系 - 1969年（昭和44年）の開業時から使用。1981年（昭和56年）にスキンステンレス車が綾瀬 - 代々木上原間から撤退、東西線に転属。その後も綾瀬 - 北綾瀬間でスキンステンレス車、1999年（平成11年）からスキンステンレス車に代わってアルミ試作車が使われていたが、2014年（平成26年）5月30日をもって営業運転を終了。
- 6000系 - 第1次試作車は綾瀬 - 北綾瀬間で運用されていたが、2014年に営業運転終了。第2次試作車は2016年に営業運転終了。小田急非対応。 量産車は2017年5月12日をもって小田急乗り入れを終了。2018年10月5日に定期運用終了[報道 27]。2018年11月11日に営業運転終了[報道 27]。
- 06系 - 1993年（平成5年）3月18日に運用開始[45]。2015年（平成27年）1月28日から運用を離脱し、同年8月9日に新木場に回送され[65]、9月に解体された[66]。
- 07系 - 2008年（平成20年）9月11日より同年12月までの間、第1編成が東西線色の帯で運用に就いていた。その後、東西線に転属。

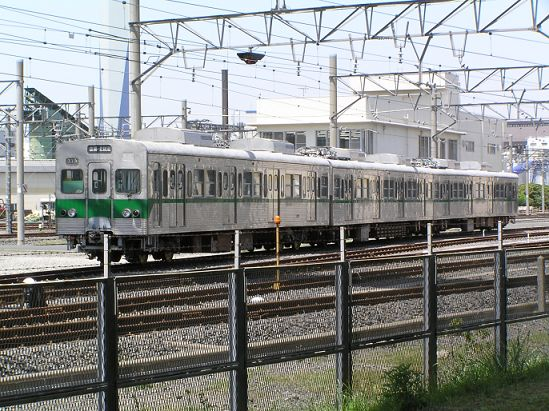
5000系（スキンステンレス車）
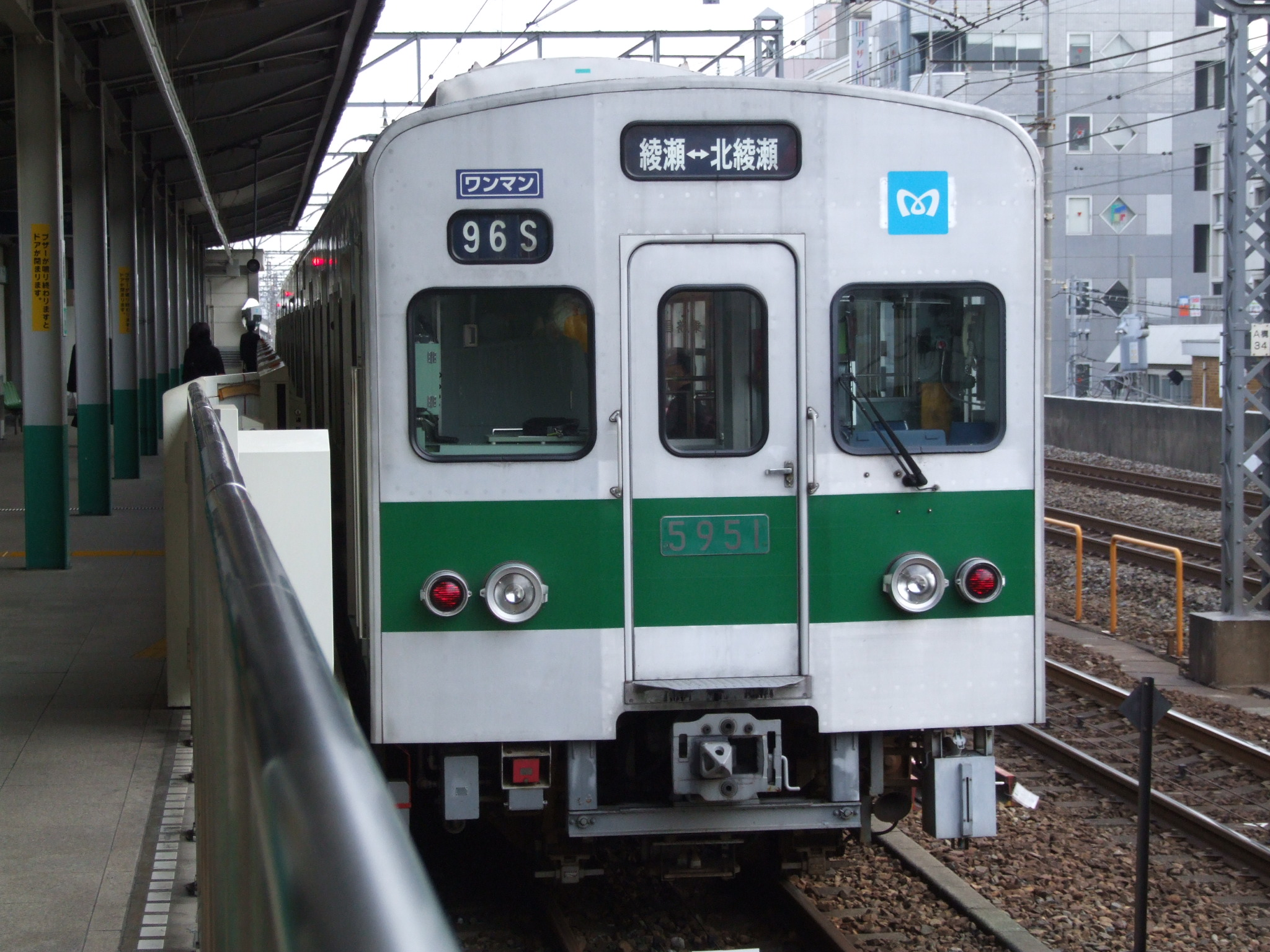
5000系（アルミ試作車）
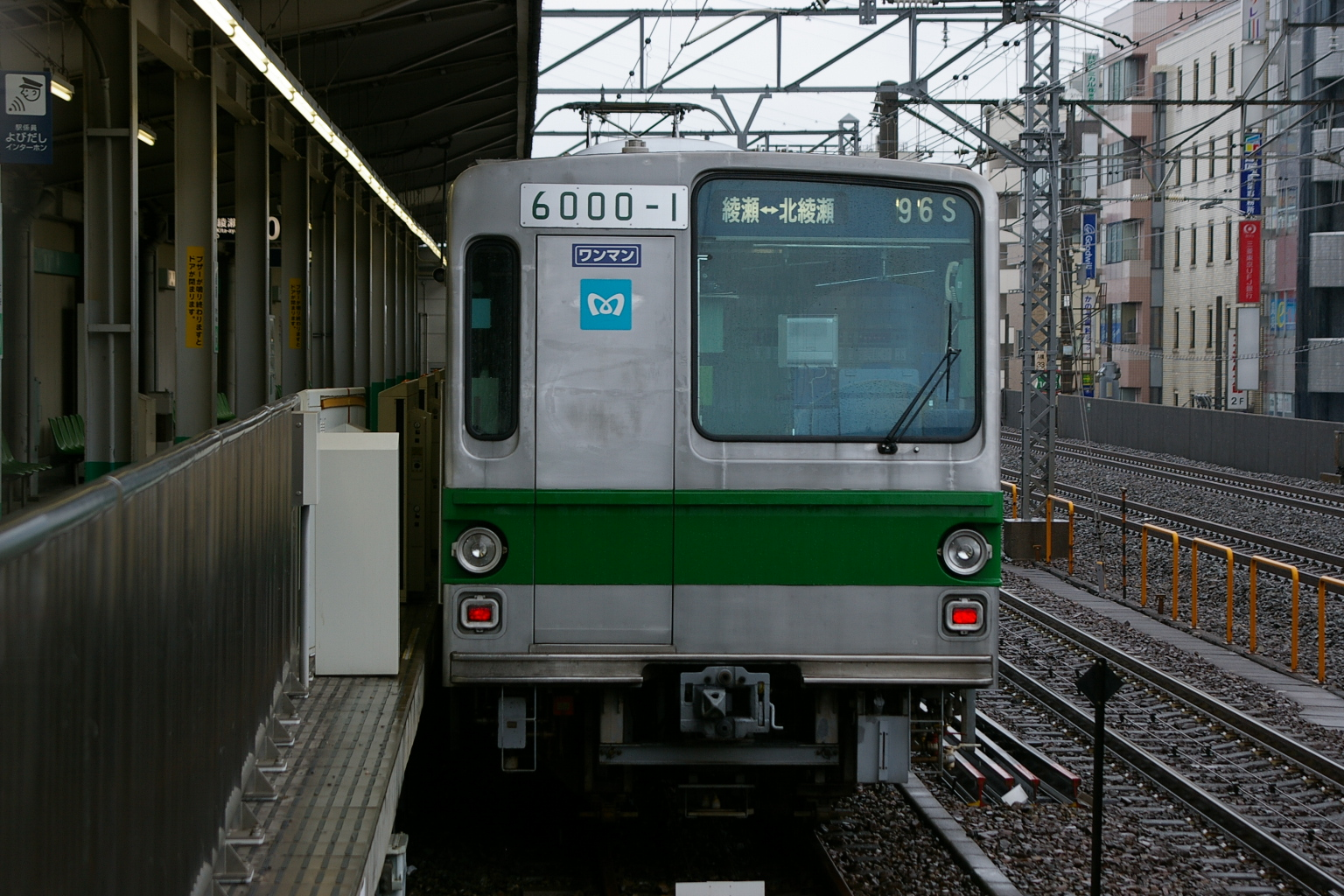
6000系（第1次試作車）
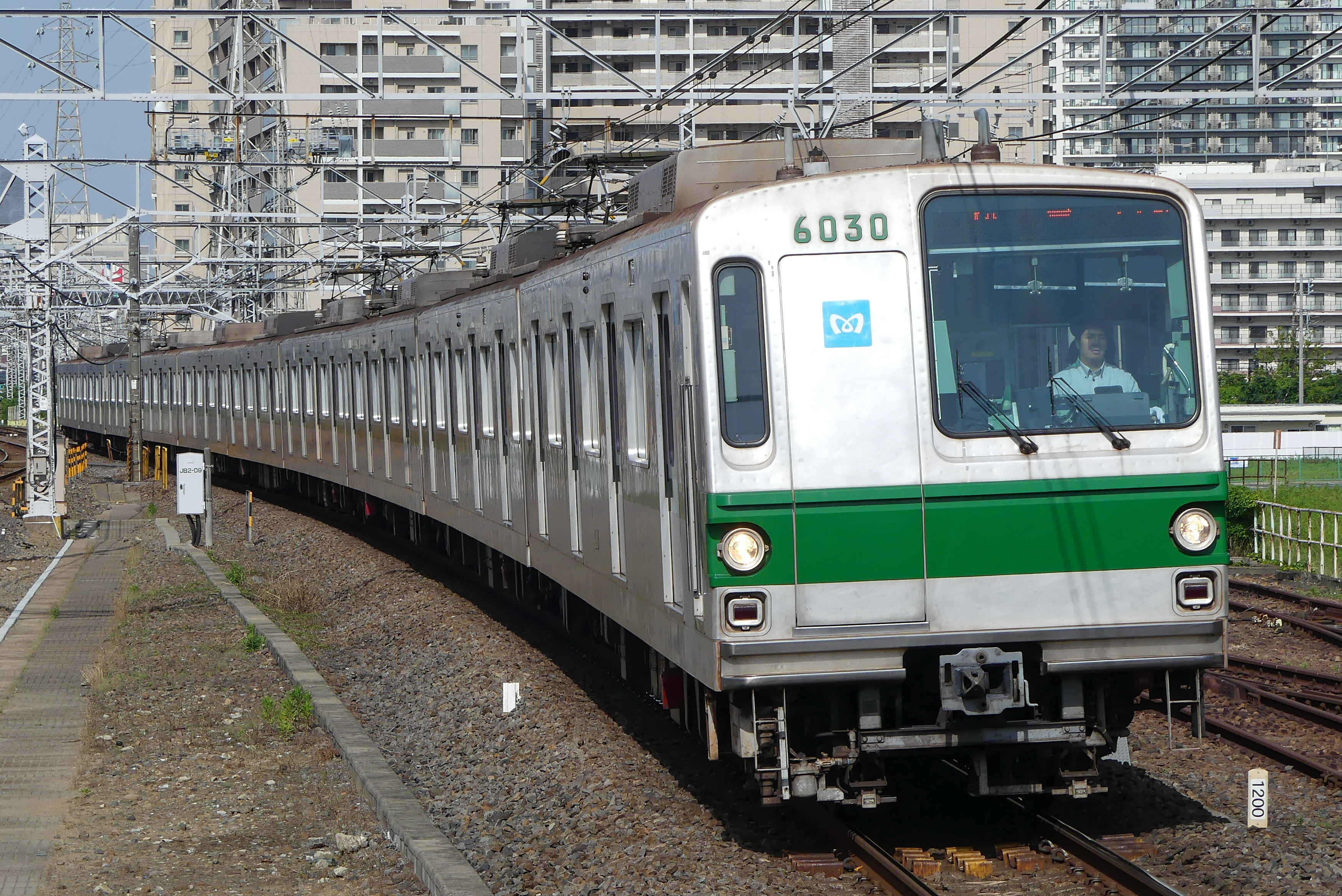
6000系（量産車）
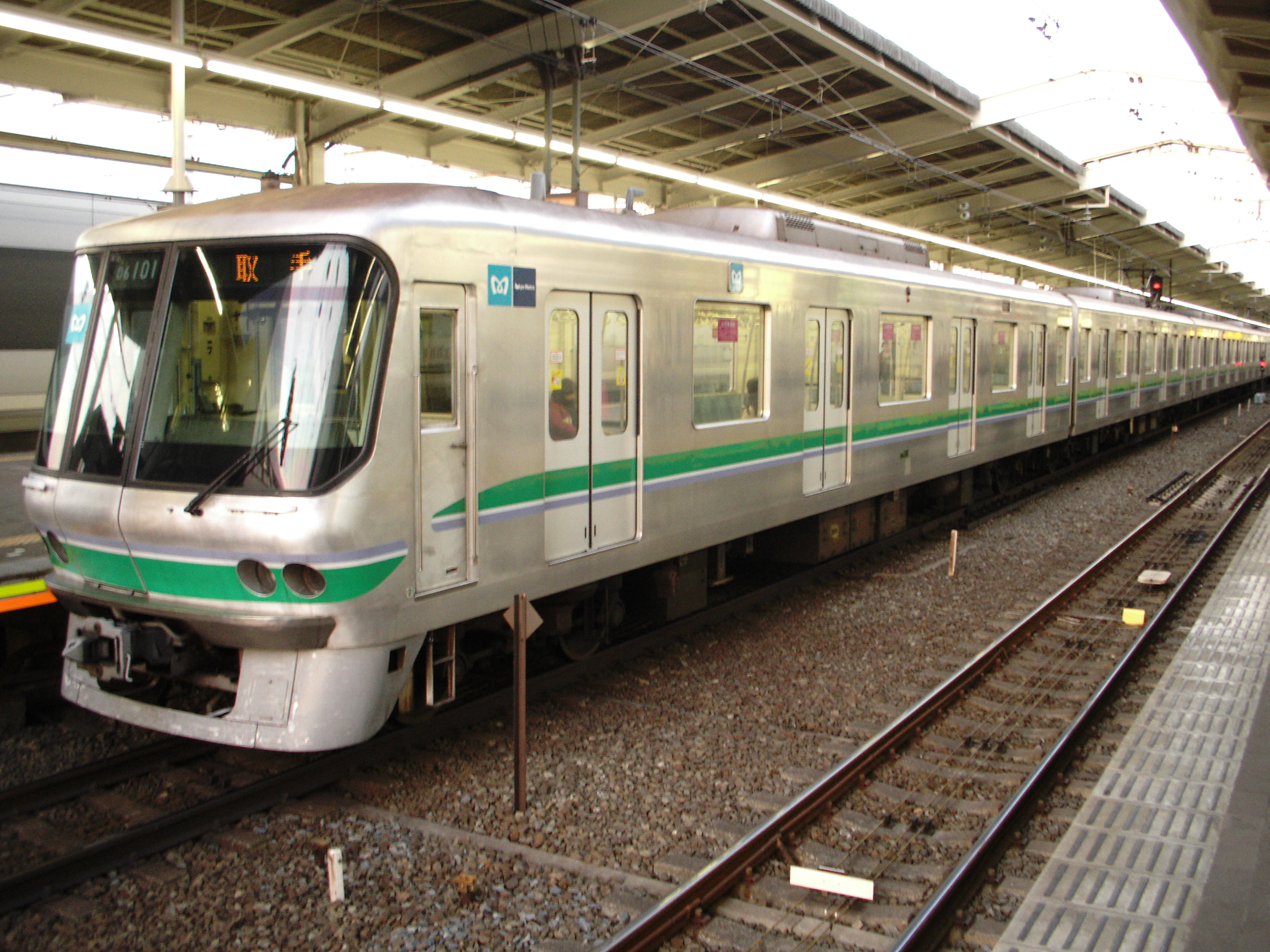
06系
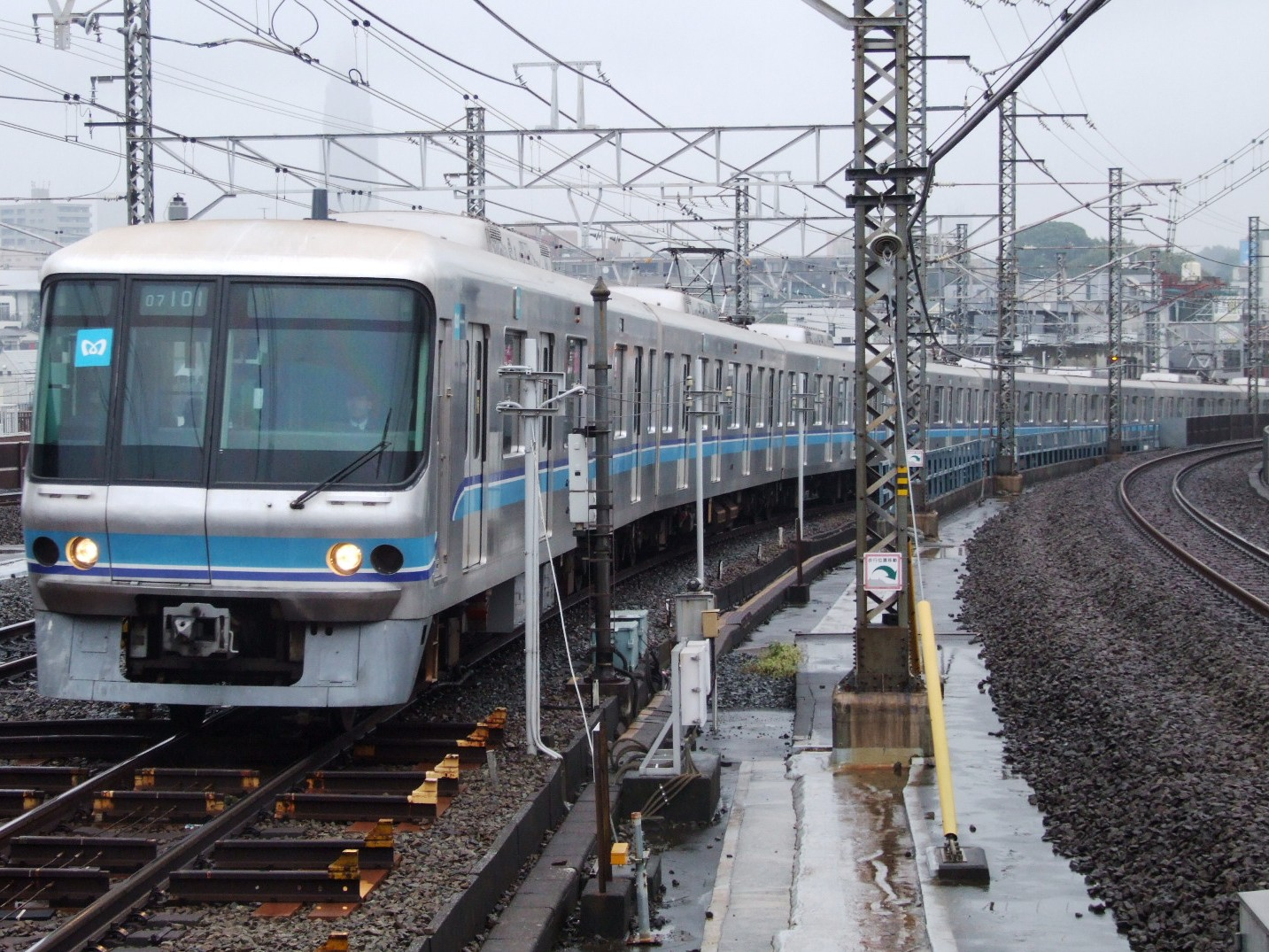
千代田線を走る07系 （2008年9月30日 代々木上原駅）

### 乗り入れ車両
東日本旅客鉄道（JR東日本）
- E233系2000番台

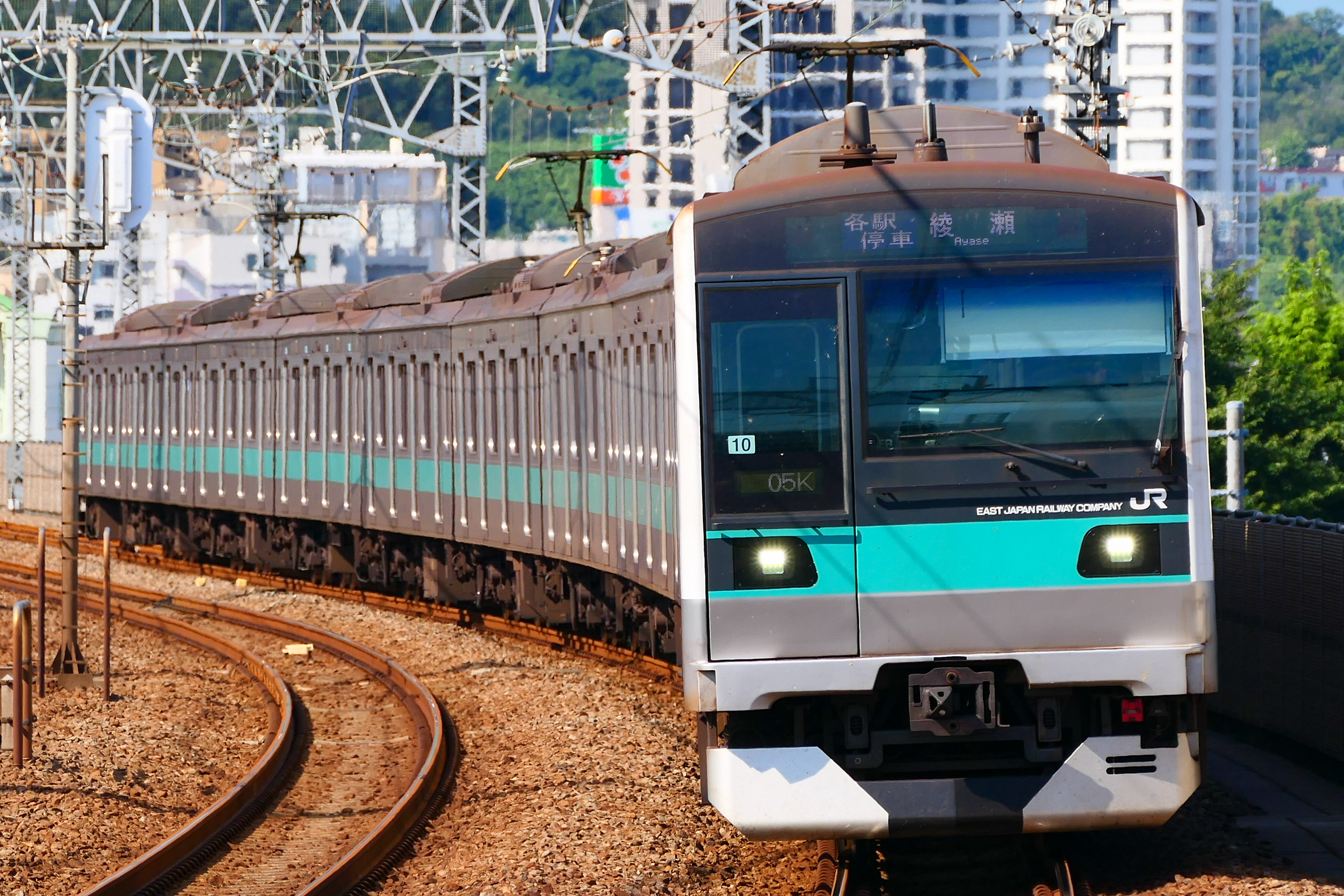
E233系2000番台

小田急電鉄
- 4000形
- 60000形 MSE - 特急ロマンスカー専用。JR常磐緩行線直通運転非対応。

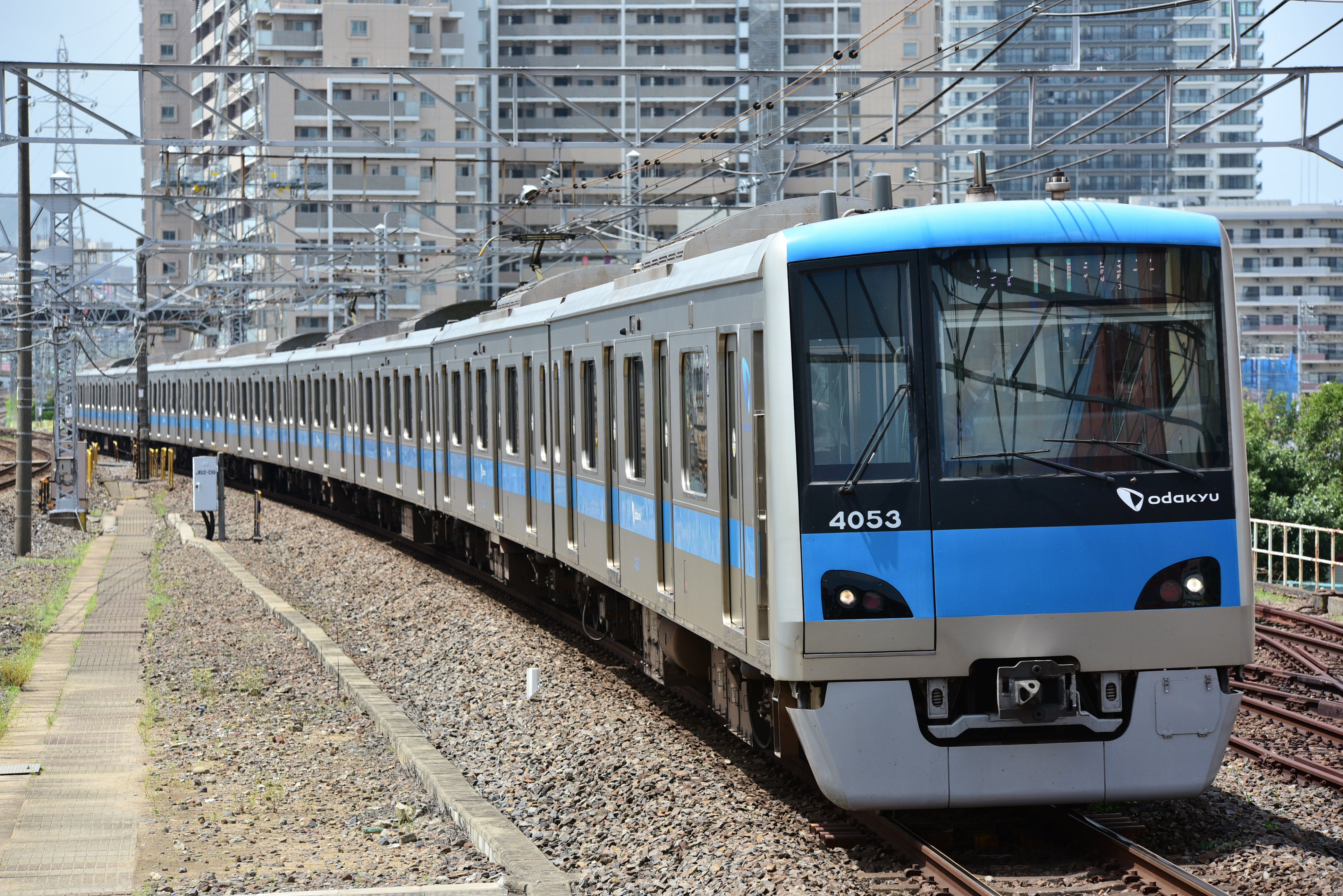
4000形
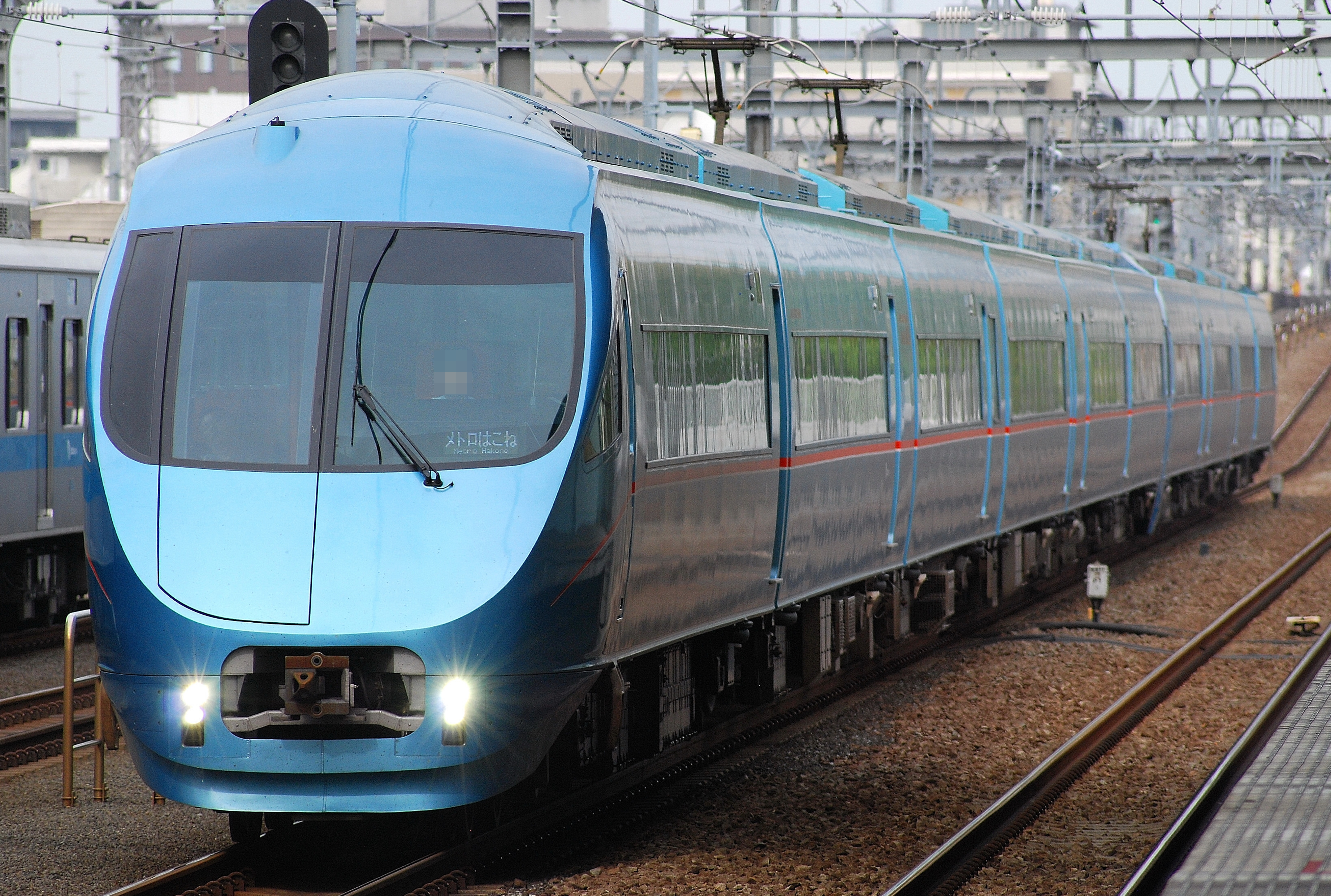
60000形 MSE

### 過去の乗り入れ車両
国鉄・JR東日本
- 103系1000番台 - 1970年（昭和45年）運用開始、1986年（昭和61年）撤退。105系に改造された転出車両を除き、廃車済み。
- 207系900番台 - 1986年（昭和61年）運用開始、2009年（平成21年）撤退。翌2010年（平成22年）廃車。
- 203系 - 1982年（昭和57年）運用開始、2011年（平成23年）9月撤退。廃車または海外譲渡済み。　
- 209系1000番台 - 1999年（平成11年）運用開始、2018年（平成30年）撤退。小田急線直通非対応車で前面にサークルE表示を掲出していた。撤退後は、中央線快速に転出した。

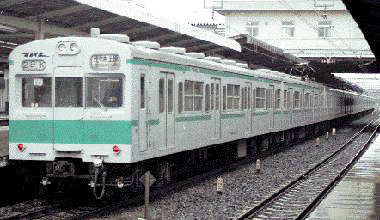
103系1000番台
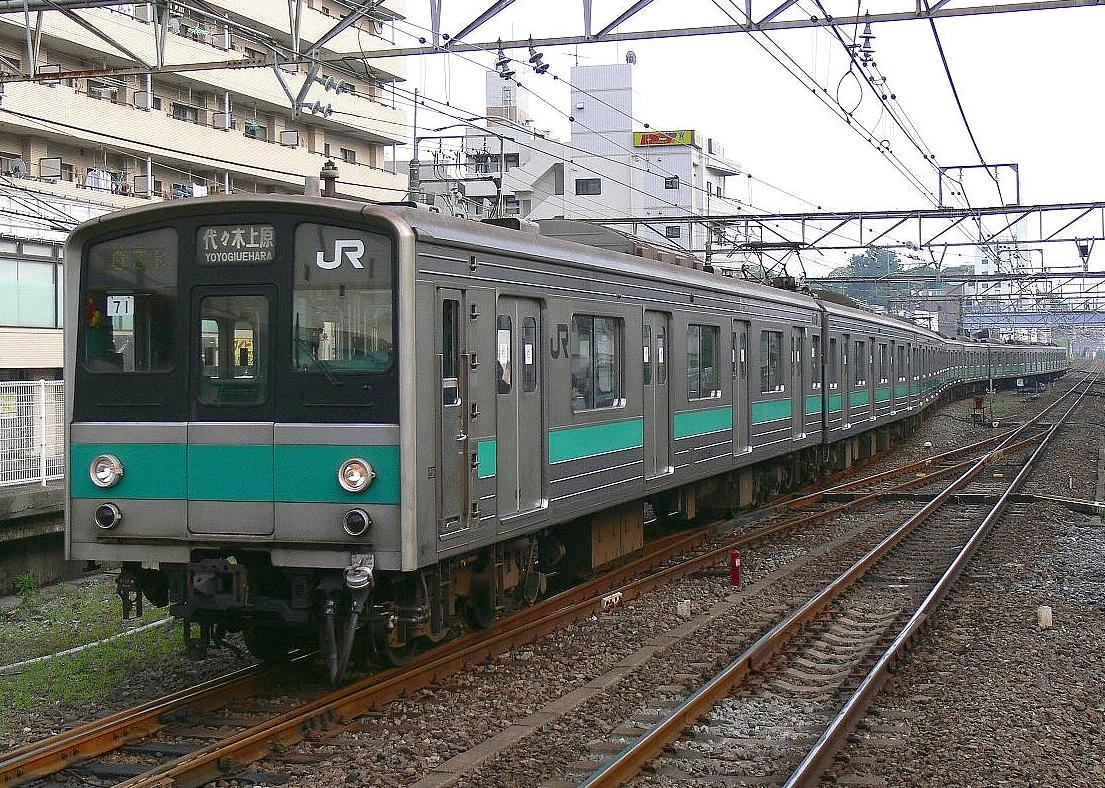
207系900番台
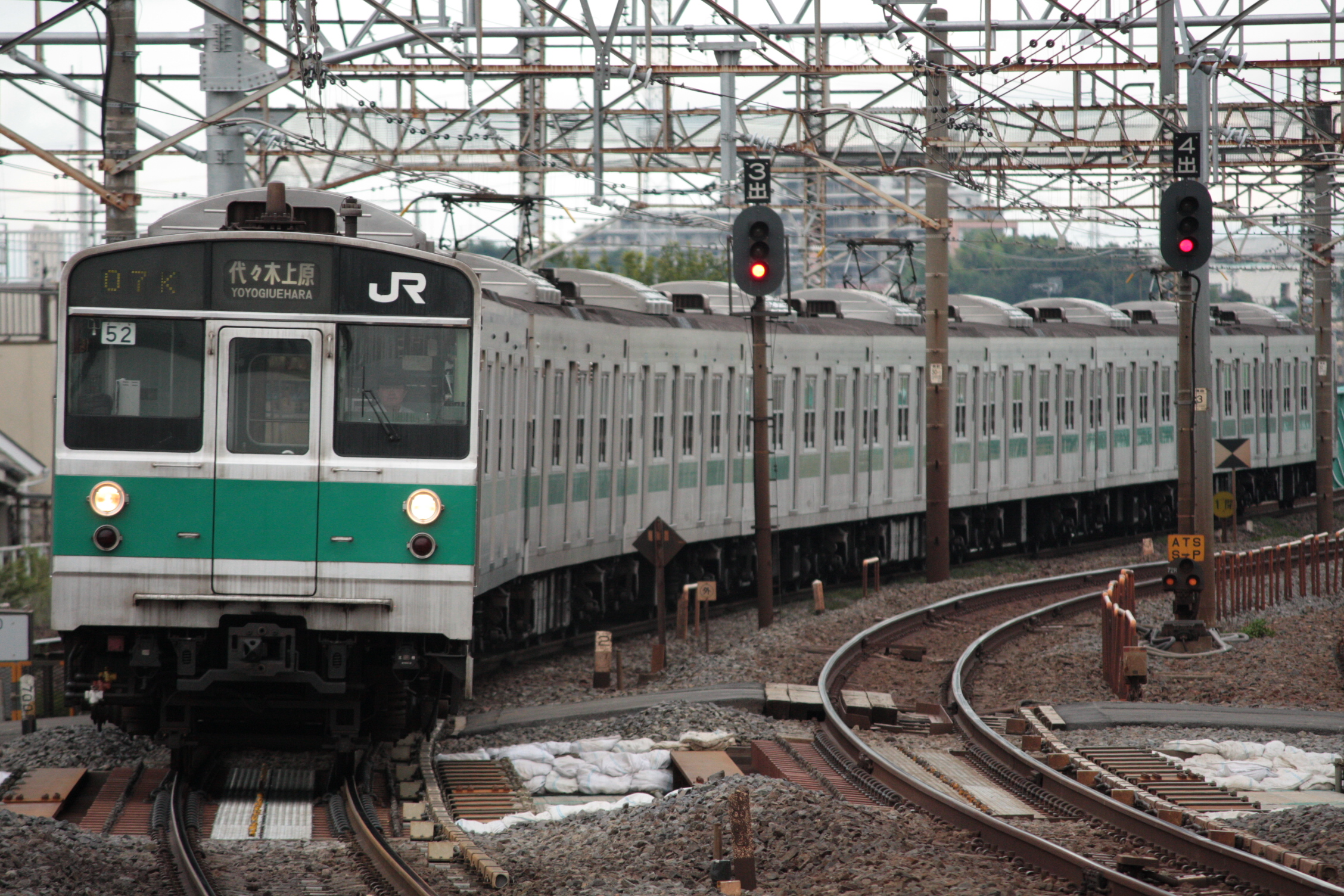
203系
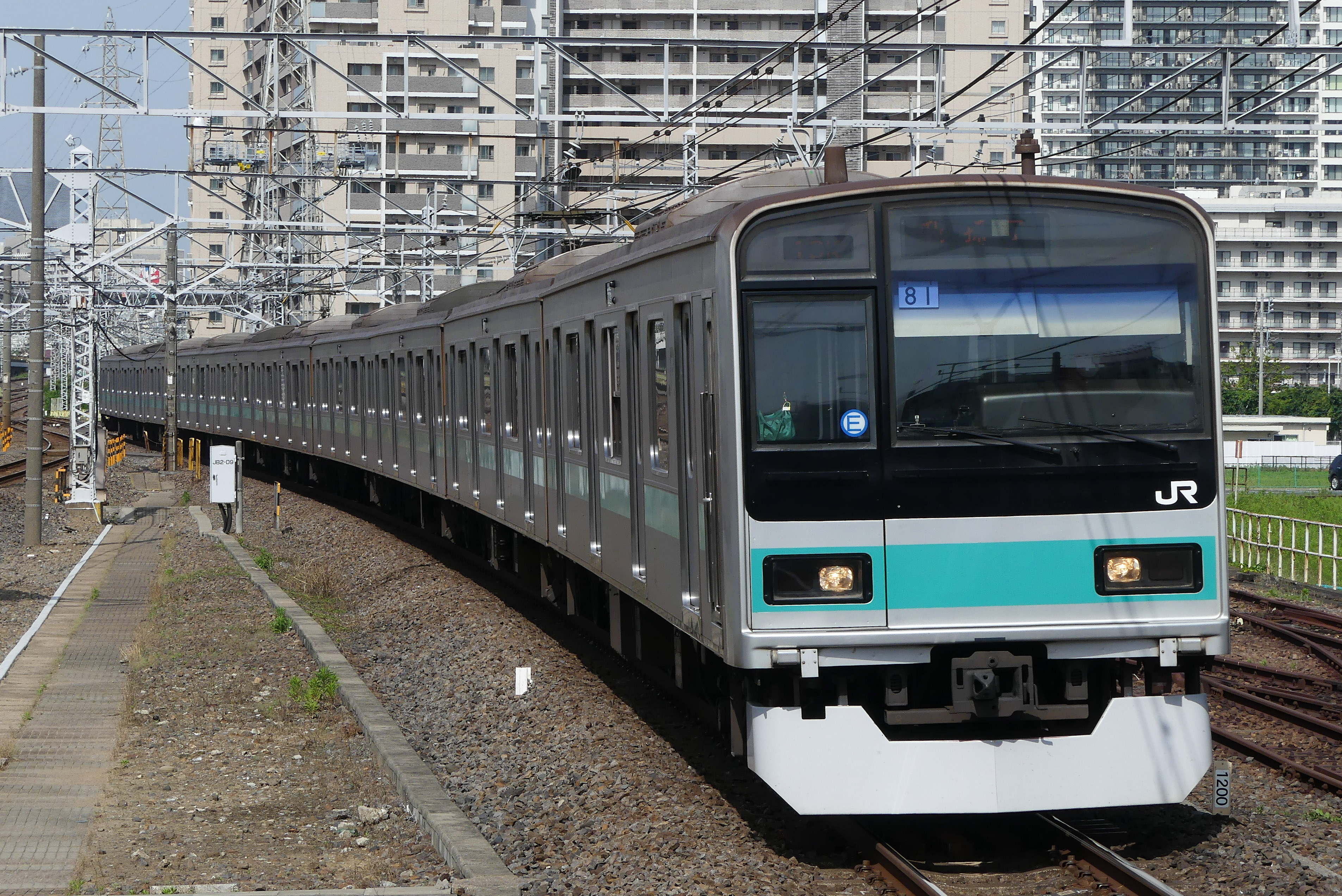
209系1000番台

小田急電鉄
- 9000形 - 1978年（昭和53年）運用開始、1990年（平成2年）3月27日撤退。2006年までに廃車済み。
- 1000形 - 1989年（平成元年）に運用を開始したが、4000形の増備により、2010年（平成22年）に撤退。　

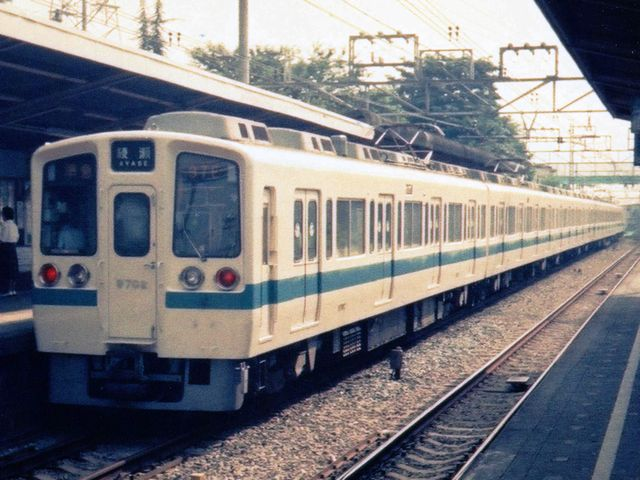
9000形
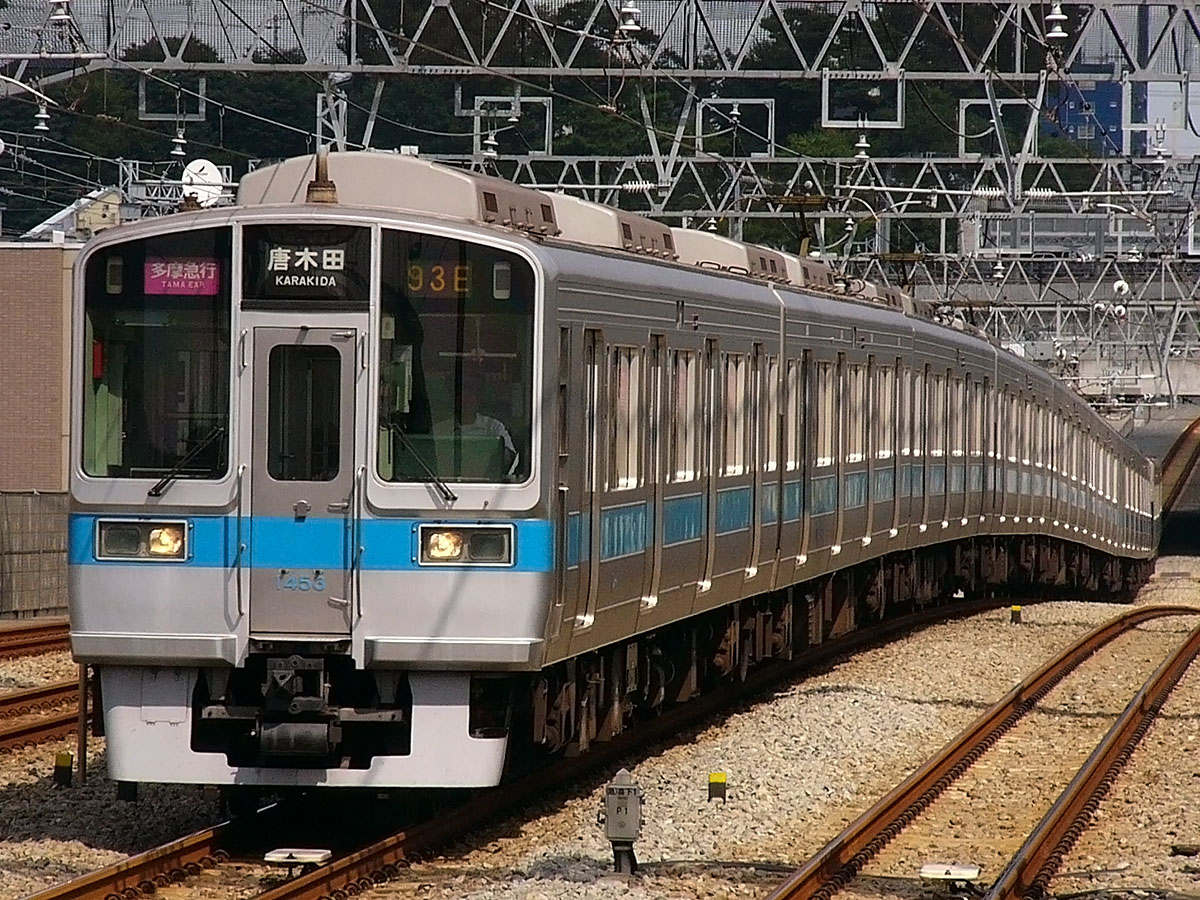
1000形

## 女性専用車
2006年5月15日から、平日ダイヤの朝ラッシュ時に女性専用車が設定されている。両端の駅を7:10 - 9:30に発車する全列車に設定される（特急ロマンスカーをのぞく）。9:30を過ぎた時点で一斉に女性専用車の扱いは解除となる。A線は小田急線直通列車の場合、代々木上原駅で設定が解除される。B線は常磐線各駅停車直通列車の場合、綾瀬駅で設定が解除される。また、綾瀬 - 北綾瀬間では10両編成の列車のみ設定されている。
- A線（代々木上原・伊勢原方面）：1号車（進行方向先頭車両）、実施区間は取手・北綾瀬→代々木上原間
- B線（綾瀬・北綾瀬・我孫子・取手方面）：1号車（進行方向最後尾車両）、実施区間は伊勢原→綾瀬・北綾瀬間

なお、東西線では途中駅である妙典始発の列車も対象であるが、千代田線B線における霞ケ関始発列車については言及が一切ない。

## 利用状況
2023年（令和5年）度の最混雑区間（A線、町屋 → 西日暮里間）の混雑率は150%である。
開業当初から朝ラッシュ時の混雑は激しく、混雑率は1974年度の時点で210 %を越えていた。綾瀬 - 北綾瀬間が開業した1979年度からは輸送人員が急激に増加し、1984年度には混雑率が260 %を記録した。1985年度以降はダイヤ改正の度に朝ラッシュ時の運転本数が増発され、1988年度からは毎時27本が運転されるようになったが、混雑率は220 %前後で高止まりの状況が続いた。
輸送人員は1991年をピークに減少傾向であったが、混雑率は1998年度まで210 %を越えており、東京の地下鉄で最も混雑する路線であった。1999年度に新CS-ATCが導入されたことで、同年度のダイヤ改正から朝ラッシュ時の運転本数が毎時29本に増発され、混雑率は200 %を下回った。また、2003年3月19日に半蔵門線が押上まで延伸して東武伊勢崎線との相互直通運転を開始し、北千住 - 大手町間のバイパス路線となったことで当路線の輸送人員がやや減少し、混雑率は190 %を下回った。
さらに、2005年8月24日につくばエクスプレスが開業し、北千住から東京都心へ直通する路線が増えた。つくばエクスプレスの開業により、直通先の常磐緩行線は輸送人員が大幅に減少して混雑も緩和されているが、同線からの乗換需要もあり当路線は現在も混雑路線であることに変わりはない。直近10年の混雑率は180 %程度で横ばいであり、東京メトロの全路線では東西線に次いで高い混雑率である。
2007年度の一日平均通過人員は、北千住 - 綾瀬間が479,274人で最も多く、西日暮里 - 町屋間が477,242人、町屋 - 北千住間が449,018人であり、西日暮里 - 綾瀬間の通過人員が極めて多い。西日暮里駅で通過人員が減少するが、新御茶ノ水 - 西日暮里間は39万人弱で推移する。新御茶ノ水駅と大手町駅で通過人員が一気に減少し、二重橋前 - 大手町間が285,891人である。その後はほぼ横ばいで推移し、代々木上原 - 代々木公園間が220,239人で最も少ない（北綾瀬 - 綾瀬間を除く）。
大手町、丸の内、日比谷、霞が関、赤坂など、東京を代表するオフィス街や官庁街を直結することもあり、定期利用客の割合は東京メトロ全線で最も高い。北千住 - 大手町間は当路線が所要時間、本数とも有利であること、北千住から池袋、新宿方面も西日暮里駅で山手線乗り換えが最速であることなど、利便性や速達性に優れていることも混雑に拍車を掛ける一因となっている。
近年の輸送実績を下表に記す。表中、最高値を赤色で、最高値を記録した年度以降の最低値を青色で、最高値を記録した年度以前の最低値を緑色で表記している。
| 年度               | 最混雑区間（A線、町屋 → 西日暮里間） 輸送実績 | 最混雑区間（A線、町屋 → 西日暮里間） 輸送実績 | 最混雑区間（A線、町屋 → 西日暮里間） 輸送実績 | 最混雑区間（A線、町屋 → 西日暮里間） 輸送実績 | 特記事項                                            |
| 年度               | 運転本数：本                                  | 輸送力：人                                    | 輸送量：人                                    | 混雑率：%                                     | 特記事項                                            |
| ------------------ | --------------------------------------------- | --------------------------------------------- | --------------------------------------------- | --------------------------------------------- | --------------------------------------------------- |
| 1973年（昭和48年） | 18                                            | 25,632                                        | 51,659                                        | 202                                           |                                                     |
| 1974年（昭和49年） | 18                                            | 25,632                                        | 55,057                                        | 215                                           |                                                     |
| 1975年（昭和50年） | 18                                            | 25,632                                        | 55,240                                        | 216                                           |                                                     |
| 1976年（昭和51年） | 18                                            | 25,632                                        | 58,525                                        | 228                                           |                                                     |
| 1977年（昭和52年） | 18                                            | 25,632                                        | 55,240                                        | 216                                           | 1978年3月31日、代々木公園 - 代々木上原間開業        |
| 1978年（昭和53年） | 18                                            | 25,632                                        | 58,265                                        | 227                                           |                                                     |
| 1979年（昭和54年） | 18                                            | 25,632                                        | 62,257                                        | 243                                           | 12月20日、綾瀬 - 北綾瀬間開業                       |
| 1980年（昭和55年） | 18                                            | 25,632                                        | 65,265                                        | 255                                           |                                                     |
| 1981年（昭和56年） | 21                                            | 29,904                                        | 69,278                                        | 232                                           |                                                     |
| 1982年（昭和57年） | 21                                            | 29,904                                        | 70,334                                        | 235                                           |                                                     |
| 1983年（昭和58年） | 21                                            | 29,904                                        | 75,600                                        | 253                                           |                                                     |
| 1984年（昭和59年） | 21                                            | 29,904                                        | 77,786                                        | 260                                           |                                                     |
| 1985年（昭和60年） | 24                                            | 34,176                                        | 78,649                                        | 230                                           |                                                     |
| 1986年（昭和61年） | 25                                            | 35,600                                        | 81,758                                        | 230                                           |                                                     |
| 1987年（昭和62年） | 25                                            | 35,600                                        | 82,225                                        | 231                                           |                                                     |
| 1988年（昭和63年） | 27                                            | 38,448                                        | 83,153                                        | 216                                           |                                                     |
| 1989年（平成元年） | 27                                            | 38,448                                        | 83,036                                        | 216                                           |                                                     |
| 1990年（平成02年） | 27                                            | 38,448                                        | 83,620                                        | 217                                           |                                                     |
| 1991年（平成03年） | 27                                            | 38,448                                        | 87,937                                        | 229                                           |                                                     |
| 1992年（平成04年） | 27                                            | 38,448                                        | 86,923                                        | 226                                           |                                                     |
| 1993年（平成05年） | 27                                            | 38,448                                        | 85,618                                        | 223                                           |                                                     |
| 1994年（平成06年） | 27                                            | 38,448                                        | 84,816                                        | 221                                           |                                                     |
| 1995年（平成07年） | 27                                            | 38,448                                        | 83,181                                        | 216                                           |                                                     |
| 1996年（平成08年） | 27                                            | 38,448                                        | 82,603                                        | 215                                           |                                                     |
| 1997年（平成09年） | 27                                            | 38,448                                        | 81,868                                        | 213                                           |                                                     |
| 1998年（平成10年） | 27                                            | 38,448                                        | 81,470                                        | 212                                           |                                                     |
| 1999年（平成11年） | 29                                            | 41,296                                        | 79,732                                        | 193                                           |                                                     |
| 2000年（平成12年） | 29                                            | 41,296                                        | 79,232                                        | 192                                           |                                                     |
| 2001年（平成13年） | 29                                            | 41,296                                        |                                               | 191                                           |                                                     |
| 2002年（平成14年） | 29                                            | 41,296                                        | 78,217                                        | 189                                           | 2003年3月19日、半蔵門線押上延伸開業                 |
| 2003年（平成15年） | 29                                            | 41,296                                        |                                               | 186                                           |                                                     |
| 2004年（平成16年） | 29                                            | 41,296                                        |                                               | 184                                           |                                                     |
| 2005年（平成17年） | 29                                            | 41,296                                        | 74,113                                        | 179                                           | 8月24日、つくばエクスプレス開業                     |
| 2006年（平成18年） | 29                                            | 41,296                                        | 74,220                                        | 180                                           |                                                     |
| 2007年（平成19年） | 29                                            | 41,296                                        | 74,550                                        | 181                                           | 2008年3月30日、日暮里・舎人ライナー開業             |
| 2008年（平成20年） | 29                                            | 41,296                                        | 74,143                                        | 180                                           |                                                     |
| 2009年（平成21年） | 29                                            | 41,296                                        | 73,561                                        | 178                                           |                                                     |
| 2010年（平成22年） | 29                                            | 41,296                                        | 73,905                                        | 179                                           |                                                     |
| 2011年（平成23年） | 29                                            | 41,296                                        | 73,075                                        | 177                                           |                                                     |
| 2012年（平成24年） | 29                                            | 41,296                                        | 73,019                                        | 177                                           |                                                     |
| 2013年（平成25年） | 29                                            | 41,296                                        | 73,289                                        | 177                                           |                                                     |
| 2014年（平成26年） | 29                                            | 41,296                                        | 73,428                                        | 178                                           |                                                     |
| 2015年（平成27年） | 29                                            | 41,296                                        | 73,564                                        | 178                                           |                                                     |
| 2016年（平成28年） | 29                                            | 41,296                                        | 73,334                                        | 178                                           |                                                     |
| 2017年（平成29年） | 29                                            | 41,296                                        | 73,564                                        | 178                                           |                                                     |
| 2018年（平成30年） | 29                                            | 44,022                                        | 78,583                                        | 179                                           | 2019年3月16日、北綾瀬と代々木上原方面の直通運転開始 |
| 2019年（令和元年） | 27                                            | 44,022                                        | 78,927                                        | 179                                           |                                                     |
| 2020年（令和02年） | 27                                            | 44,022                                        | 52,078                                        | 118                                           |                                                     |
| 2021年（令和03年） | 27                                            | 44,022                                        | 55,526                                        | 126                                           |                                                     |
| 2022年（令和04年） | 27                                            | 44,022                                        | 61,191                                        | 139                                           |                                                     |
| 2023年（令和05年） | 27                                            | 44,022                                        | 66,033                                        | 150                                           |                                                     |

## 駅一覧
- 駅番号はB線方向（代々木上原→綾瀬→北綾瀬の方向）に増加。
- 全駅東京都内に所在。
- 駅間キロ・累計キロは営業キロによる。運賃計算は国会議事堂前駅 - 霞ケ関駅間を0.7 km、霞ケ関駅 - 日比谷駅間を1.2 kmとする運賃計算キロを用いる（日比谷駅 - 北綾瀬駅の各駅の代々木上原駅からの運賃計算キロは、下表の累計キロに0.3 km加算）[70]。
- 綾瀬駅 - 北千住駅間を跨いでの常磐線以遠のJR線各駅との相互発着の場合、同区間はJR線として扱う。同区間のJRの営業キロは2.5 km。
- 特急ロマンスカー以外の種別は全駅に停車する。
- 代々木上原駅、綾瀬駅、北綾瀬駅は地上駅で他の駅はすべて地下駅となっている。

凡例
●: 小田急線直通特急停車駅、｜: 同通過駅
◇: 乗務員交代のため運転停車するが、乗客の乗降はできない。
| 駅番号       | 駅名                 | 営業キロ     | 営業キロ     | 特急ロマンスカー | 接続路線 | 所在地 |
| 駅番号       | 駅名                 | 駅間         | 累計         | 特急ロマンスカー | 接続路線 | 所在地 |
| ------------ | -------------------- | ------------ | ------------ | ---------------- | --- | --- |
| 直通運転区間 | 直通運転区間         | 直通運転区間 | 直通運転区間 | 直通運転区間     | 小田急小田原線伊勢原駅・ 小田原線経由多摩線 唐木田駅まで （特急ロマンスカーのみ 小田急箱根鉄道線箱根湯本駅および 江ノ島線片瀬江ノ島駅まで）                                             | 小田急小田原線伊勢原駅・ 小田原線経由多摩線 唐木田駅まで （特急ロマンスカーのみ 小田急箱根鉄道線箱根湯本駅および 江ノ島線片瀬江ノ島駅まで） |
| C-01         | 代々木上原駅         | -            | 0.0          | ◇                | 小田急電鉄： 小田原線 (OH05)（直通運転：上記参照） | 渋谷区 |
| C-02         | 代々木公園駅         | 1.0          | 1.0          | ｜               | | 渋谷区 |
| C-03         | 明治神宮前〈原宿〉駅 | 1.2          | 2.2          | ｜               | 東京地下鉄： 副都心線 (F-15) 東日本旅客鉄道： 山手線 (原宿駅：JY 19) | 渋谷区 |
| C-04         | 表参道駅             | 0.9          | 3.1          | ●                | 東京地下鉄： 銀座線 (G-02) ・ 半蔵門線 (Z-02) | 港区 |
| C-05         | 乃木坂駅             | 1.4          | 4.5          | ｜               | | 港区 |
| C-06         | 赤坂駅 （TBS前）     | 1.1          | 5.6          | ｜               | | 港区 |
| C-07         | 国会議事堂前駅       | 0.8          | 6.4          | ｜               | 東京地下鉄： 丸ノ内線 (M-14) ・ 銀座線 (溜池山王駅：G-06)・ 南北線 (溜池山王駅：N-06)                                                                                                   | 千代田区 |
| C-08         | 霞ケ関駅             | 0.8          | 7.2          | ●                | 東京地下鉄： 丸ノ内線 (M-15) ・ 日比谷線 (H-07) | 千代田区 |
| C-09         | 日比谷駅             | 0.8          | 8.0          | ｜               | 東京地下鉄： 日比谷線 (H-08)・ 有楽町線 (有楽町駅：Y-18) 都営地下鉄： 三田線 (I-08) 地下通路で銀座駅・東銀座駅に連絡                                                                    | 千代田区 |
| C-10         | 二重橋前〈丸の内〉駅 | 0.7          | 8.7          | ｜               | | 千代田区 |
| C-11         | 大手町駅             | 0.7          | 9.4          | ●                | 東京地下鉄： 丸ノ内線 (M-18) ・ 東西線 (T-09) ・ 半蔵門線 (Z-08) 都営地下鉄： 三田線 (I-09)                                                                                             | 千代田区 |
| C-12         | 新御茶ノ水駅         | 1.3          | 10.7         | ｜               | 東京地下鉄： 丸ノ内線 (淡路町駅：M-19) 都営地下鉄： 新宿線 (小川町駅：S-07) 東日本旅客鉄道： 中央線（快速） (御茶ノ水駅：JC 03)・ 中央・総武線（各駅停車） (御茶ノ水駅：JB 18)          | 千代田区 |
| C-13         | 湯島駅               | 1.2          | 11.9         | ｜               | | 文京区 |
| C-14         | 根津駅               | 1.2          | 13.1         | ｜               | | 文京区 |
| C-15         | 千駄木駅             | 1.0          | 14.1         | ｜               | | 文京区 |
| C-16         | 西日暮里駅           | 0.9          | 15.0         | ｜               | 東日本旅客鉄道： 京浜東北線 (JK 33)・ 山手線 (JY 08) 東京都交通局： 日暮里・舎人ライナー (NT 02)                                                                                        | 荒川区 |
| C-17         | 町屋駅               | 1.7          | 16.7         | ｜               | 京成電鉄： 本線 (KS04) 東京都交通局： 都電荒川線（東京さくらトラム）(町屋駅前停留場：SA 06)                                                                                             | 荒川区 |
| C-18         | 北千住駅             | 2.6          | 19.3         | ●                | 東京地下鉄： 日比谷線 (H-22) 東日本旅客鉄道： 常磐線（快速）〈上野東京ライン〉(JJ 05) 東武鉄道： 伊勢崎線（東武スカイツリーライン）(TS-09) 首都圏新都市鉄道： つくばエクスプレス (TX05) | 足立区 |
| C-19         | 綾瀬駅               | 2.6          | 21.9         |                  | 東日本旅客鉄道： 常磐線（各駅停車）(JL 19)（直通運転：下記参照） | 足立区 |
| 直通運転区間 | 直通運転区間         | 直通運転区間 | 直通運転区間 | 直通運転区間     | 常磐線（各駅停車） 我孫子駅まで（平日朝夕のみ取手駅まで） | 常磐線（各駅停車） 我孫子駅まで（平日朝夕のみ取手駅まで）                                                                                   |
| C-20         | 北綾瀬駅             | 2.1          | 24.0         |                  | | 足立区 |

1. ↑  代々木上原駅は他社接続の共同使用駅で、小田急電鉄の管轄駅である。
2. ↑  日比谷駅とJR東日本有楽町駅とは至近距離だが、正式な連絡駅とはされていない。なお、日比谷駅と地下鉄有楽町駅、地下鉄有楽町駅とJR有楽町駅は連絡駅とされている。
3. ↑  日比谷駅と銀座駅・東銀座駅との連絡業務は行っていない。
4. ↑  東京駅とは至近距離だが、正式な連絡駅とはされていない。
5. 1 2  北千住駅・綾瀬駅は他社接続の共同使用駅で、東京地下鉄の管轄駅である。

## 発車メロディ
東京メトロが2015年6月から9月までホームページ上において発車メロディ（発車サイン音）に使用する楽曲のリクエストを募集した結果、乃木坂駅のメロディとして乃木坂46の「君の名は希望」が採用され、2016年3月26日に使用を開始した。音源は当時同グループのメンバーだった生田絵梨花がピアノで演奏したものが使用されている。
その他の駅については、2018年10月6日に代々木公園駅、同月13日に日比谷駅、同月27日に代々木上原駅と北千住駅を除く全駅で使用を開始した（代々木上原駅と北千住駅では引き続きブザーを使用）。制作は全てスイッチが担当し、塩塚博、福嶋尚哉、大和優子の3名が作曲を手掛けた。
| 駅名                   | 曲名                                | 曲名                                                                | 導入年月日     | 制作会社 |
| 駅名                   | A線（代々木上原・小田急線方面）     | B線（綾瀬・北綾瀬方面）                                             | 導入年月日     | 制作会社 |
| ---------------------- | ----------------------------------- | ------------------------------------------------------------------- | -------------- | -------- |
| 代々木上原             | 2：（なし）                         | 3：（ブザー）                                                       |                |          |
| 代々木公園             | 1：常磐木【福嶋】                   | 2：若葉の散歩道【福嶋】                                             | 2018年10月6日  | スイッチ |
| 明治神宮前             | 1：月夜のカーニバル【塩塚】         | 2：カトレアの花束【塩塚】                                           | 2018年10月27日 | スイッチ |
| 表参道                 | 1：ハイヒールパレード【大和】       | 2：三つの願い【塩塚】                                               | 2018年10月27日 | スイッチ |
| 乃木坂                 | 1：君の名は希望（イントロ）         | 2：君の名は希望（サビ）                                             | 2016年3月26日  |          |
| 赤坂                   | 1：ペリドット【福嶋】               | 2：きっと、また会える【塩塚】                                       | 2018年10月27日 | スイッチ |
| 国会議事堂前           | 3：希望を乗せて【塩塚】             | 4：ペパーミント【福嶋】                                             | 2018年10月27日 | スイッチ |
| 霞ケ関                 | 5：memoir【福嶋】                   | 6：穏やかな午後を【福嶋】                                           | 2018年10月27日 | スイッチ |
| 日比谷                 | 3：ショウが始まるよ【塩塚】         | 4：スニーカー【大和】                                               | 2018年10月13日 | スイッチ |
| 二重橋前               | 1：橋を渡れば【塩塚】               | 2：水のワルツ【大和】                                               | 2018年10月27日 | スイッチ |
| 大手町                 | 5：光のカテナリー【福嶋】           | 6：あなたと一緒なら【塩塚】                                         | 2018年10月27日 | スイッチ |
| 新御茶ノ水             | 1：モザイク【福嶋】                 | 2：すばらしき出会い【塩塚】                                         | 2018年10月27日 | スイッチ |
| 湯島                   | 1：古今【福嶋】                     | 2：緑のスキップ【福嶋】                                             | 2018年10月27日 | スイッチ |
| 根津                   | 1：花便り【福嶋】                   | 2：ほっと一息【福嶋】                                               | 2018年10月27日 | スイッチ |
| 千駄木                 | 1：Retro Urban【福嶋】              | 2：古きをたずねて【福嶋】                                           | 2018年10月27日 | スイッチ |
| 西日暮里               | 1：ソーダ水【福嶋】                 | 2：帰り道【大和】                                                   | 2018年10月27日 | スイッチ |
| 町屋                   | 1：気分はスイング【塩塚】           | 2：夏木立【福嶋】                                                   | 2018年10月27日 | スイッチ |
| 北千住                 | 1：（ブザー）                       | 2：（ブザー）                                                       |                |          |
| 綾瀬                   | 1：閃緑【福嶋】 2：市松模様【福嶋】 | 3：雨が上がったよ【塩塚】 4：プリティ・タウン【大和】 0：茜【大和】 | 2018年10月27日 | スイッチ |
| 北綾瀬                 | 1：千歳緑【福嶋】                   | －                                                                  | 2018年10月27日 | スイッチ |
| （車載メロディ）       | すべてここから始まった【塩塚】      | 色鉛筆【大和】                                                      | 不明           | スイッチ |
| （支線用車載メロディ） | Go Forward【塩塚】                  | かぎろい【福嶋】                                                    | 不明           | スイッチ |

- 上表の数字は各駅の番線、【】内は作曲者を表す。